# Liste der Biografien/Lon
Liste der Biografien |
Portal Biografien |
Personensuche
# |
A |
B |
C |
D |
E |
F |
G |
H |
I |
J |
K |
L |
M |
N |
O |
P |
Q |
R |
S |
T |
U |
V |
W |
X |
Y |
Z |
?
 
La |
Lb |
Lc |
Le |
Lg |
Lh |
Li |
Lj |
Ll |
Lm |
Lo |
Lp |
Lt |
Lu |
Lv |
Lw |
Lx |
Ly |
Lz
 
Loa |
Lob |
Loc |
Lod |
Loe |
Lof |
Log |
Loh |
Loi |
Loj |
Lok |
Lol |
Lom |
Lon |
Loo |
Lop |
Loq |
Lor |
Los |
Lot |
Lou |
Lov |
Low |
Loy |
Loz
Die Liste der Biografien führt alle Personen auf, die in der deutschsprachigen Wikipedia einen Artikel haben. Dieses ist eine Teilliste mit 569 Einträgen von Personen, deren Namen mit den Buchstaben „Lon“ beginnt.

## Lon
- Lon Nol (1913–1985), kambodschanischer Politiker, Präsident von KambodschaLon Nol (1913–1985)

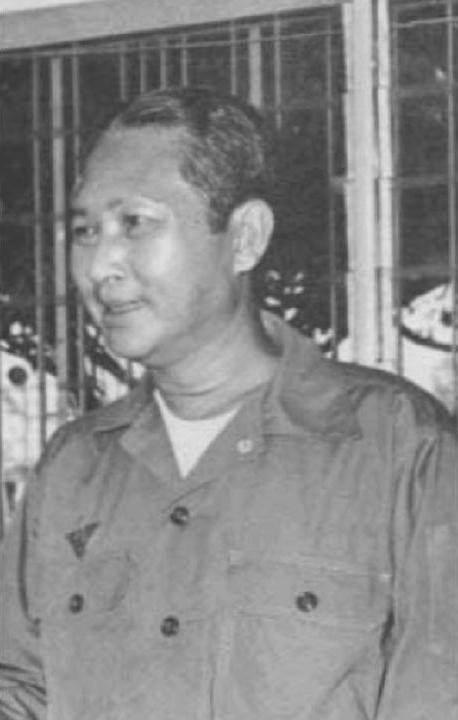
Lon Nol (1913–1985)

- Lon Non (1930–1975), kambodschanischer Polizeibeamter, Politiker, General, Botschafter und Innenminister
- Lon, Gert van, deutscher Maler

### Lona
- Łona (* 1982), polnischer Rapper
- Lona Reyes, Arturo (1925–2020), mexikanischer Geistlicher, römisch-katholischer Bischof von Tehuantepec
- Lona, Horacio E. (* 1942), argentinischer Ordensgeistlicher und Hochschullehrer
- Lona, Jorge Luis (1935–2022), argentinischer Geistlicher und römisch-katholischer Bischof von San Luis
- Lonard, Peter (* 1967), australischer Golfsportler
- Lonardi, Eduardo (1896–1956), argentinischer Politiker (parteilos) und Militär
- Lonardi, Giovanni (* 1996), italienischer Radrennfahrer
- Lonardoni, Andreas (1956–2018), deutscher Bassist, Filmkomponist, Musikproduzent und Autor
- Lonardoni, Markus (* 1963), deutscher Musiker und Filmkomponist und Autor
- Lonas, Joseph Henry (1925–2011), US-amerikanischer Bildhauer und Maler
- Lonati, Bernardino († 1497), italienischer Kardinal der Römischen Kirche
- Lonati, Carlo Ambrogio, italienischer Komponist, Violinist, Opernsänger und Impresario
- Lonati, Leopoldo (* 1960), italienisch-schweizerischer Schriftsteller
- Lonauer, Rudolf (1907–1945), österreichischer Mediziner, Gutachter der Aktion T4r, Leiter der NS-Tötungsanstalt Hartheim

### Lonb
- Lonberg-Holm, Fred (* 1962), US-amerikanischer Cellist
- Lønborg, Mads-Peter (* 1996), dänischer Handballspieler

### Lonc
- Lončar, Beba (* 1943), jugoslawische SchauspielerinBeba Lončar (* 1943)

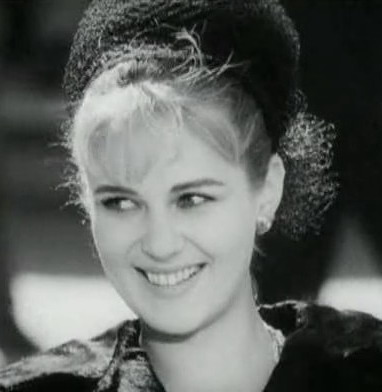
Beba Lončar (* 1943)

- Lončar, Budimir (1924–2024), jugoslawischer Politiker, Außenminister von Jugoslawien (1988–1991)
- Lončar, Krešimir (* 1983), kroatischer Basketballspieler
- Lončar, Luka (* 1987), kroatischer Wasserballspieler
- Lončar, Stjepan (* 1996), bosnischer Fußballspieler
- Lončarek, Ivana (* 1991), kroatische Hürdenläuferin
- Lončarević, Dženan (* 1975), serbisch-bosnischer Pop-Sänger
- Lončarić, Filip (* 1986), kroatischer Fußballtorhüter
- Lončarić, mijo (1941–2023), kroatischer Sprachwissenschaftler und Lexikograph
- Lonchamps, Giovanni Alessandro, italienischer Grammatiker, Französist und Italianist
- Lonchyna, Hlib (* 1954), ukrainisch-katholischer Geistlicher, emeritierter Bischof von London
- Loncke, Gérard (1905–1979), belgischer Radrennfahrer
- Loncke, Louis-Philippe (* 1977), belgischer Entdeckungsreisender, Abenteurer und Motivationstrainer
- Loncón, Elisa (* 1963), chilenische Sprachwissenschaftlerin, Aktivistin für indigene Völker und Politikerin
- Loncović, Danilo (* 1953), Handballspieler und -trainer
- Loncq, Gozewijn Jan (1810–1887), niederländischer Mediziner
- Loncraine, Richard (* 1946), britischer Regisseur

### Lond
- Londa, Maria Natalia (* 1990), indonesische Weit- und Dreispringerin
- Londak, Pavel (* 1980), estnischer Fußballspieler
- Londariti, Francesco (1518–1572), griechischer Komponist
- Londas, Daniel (* 1954), französischer Boxer im Superfedergewicht
- Londe, Albert (1858–1917), französischer Fotograf, Mediziner und Chronofotograf
- Londeix, Jean-Marie (1932–2025), französischer Saxophonist
- Londen, Axel Fredrik (1859–1928), finnischer Sportschütze
- Londenberg, Kurt (1914–1995), deutscher Buchbinder, Buchgestalter und Hochschullehrer
- Londero, Daniel (* 1998), argentinischer Sprinter
- Londero, Juan Ignacio (* 1993), argentinischer Tennisspieler
- Londez, Guilaine (* 1965), französische Schauspielerin
- Londicer, Ernst Wilhelm (* 1655), estnischer Maler
- Londiche, Pierre (1932–2022), französischer Schauspieler
- London E 33, Maler von, griechischer Vasenmaler des rotfigurigen Stils
- London, Alexandra (* 1973), französische Schauspielerin
- London, Amy (* 1957), amerikanische Sängerin (Jazz, Musical)
- London, Artur (1915–1986), tschechischer Politiker
- London, Brian (1934–2021), britischer Boxer
- London, Cait, US-amerikanische Romanautorin
- London, Charmian (1871–1955), US-amerikanische Schriftstellerin und SeglerinCharmian London (1871–1955)

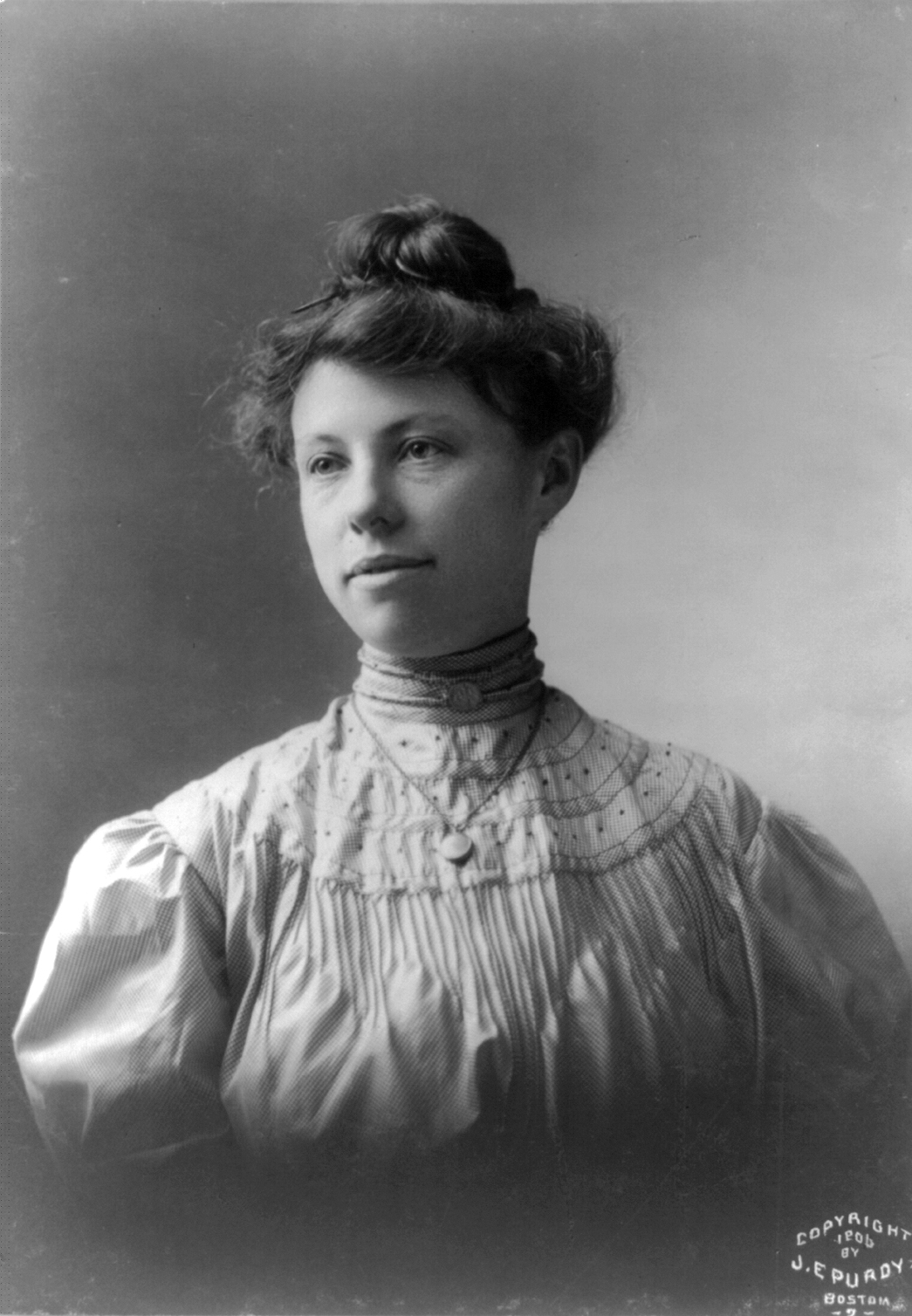
Charmian London (1871–1955)

- London, Daniel (* 1973), US-amerikanischer Film- und Theaterschauspieler
- London, Drake (* 2001), US-amerikanischer American-Football-Spieler
- London, Edwin (1929–2013), US-amerikanischer Komponist, Hornist, Dirigent und Musikpädagoge
- London, Frank (* 1958), US-amerikanischer Trompeter und Komponist
- London, Fritz (1900–1954), deutsch-amerikanischer Physiker
- London, George († 1985), amerikanischer Opernsänger in der Stimmlage Bassbariton
- London, Heinz (1907–1970), deutsch-britischer Physiker
- London, Irina (* 1991), deutsche Fußballspielerin
- London, Jack (1876–1916), US-amerikanischer Schriftsteller und JournalistJack London (1876–1916)

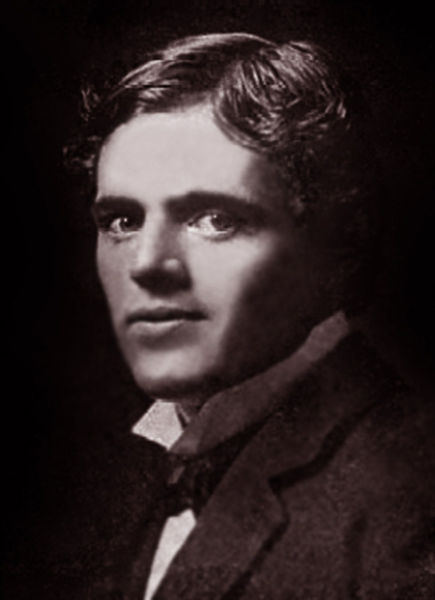
Jack London (1876–1916)

- London, Jack (1905–1966), britischer Leichtathlet
- London, Jason (* 1972), US-amerikanischer Schauspieler und Filmproduzent
- London, Jeremy (* 1972), US-amerikanischer Schauspieler
- London, Julie (1926–2000), US-amerikanische Schauspielerin und Sängerin
- London, Lauren (* 1984), US-amerikanische Schauspielerin
- London, Laurie (* 1944), britischer Sänger
- London, Lise (1916–2012), französische Kommunistin und Mitglied der Résistance
- London, Lorielle (* 1983), deutsche transidente Sängerin und Moderatorin
- London, Madre (* 1996), US-amerikanischer Footballspieler
- London, Mel (1923–2015), US-amerikanischer Filmschaffender und Sachbuchautor
- London, Meyer (1871–1926), US-amerikanischer Politiker
- London, Michael, US-amerikanischer Filmproduzent
- London, Paul (* 1980), US-amerikanischer Wrestler
- London, Seymour (1915–2010), US-amerikanischer Arzt und Erfinder
- London, Theophilus (* 1987), US-amerikanischer Rapper
- London, Tom (1889–1963), US-amerikanischer SchauspielerTom London (1889–1963)

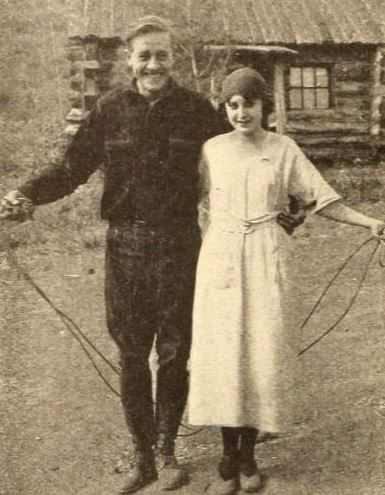
Tom London (1889–1963)

- London, Wilbert (* 1997), amerikanischer Leichtathlet
- Londonderry, Annie († 1947), US-amerikanische Fahrrad-Weltumrunderin
- Londoño Buitrago, Noel Antonio (* 1949), kolumbianischer Ordensgeistlicher, Bischof von Jericó
- Londoño, Juan Carlos (* 1974), kolumbianischer römisch-katholischer Geistlicher, Weihbischof in Québec
- Londoño, Juliana (* 2005), kolumbianische Radrennfahrerin
- Londoño, Ricardo (1949–2009), kolumbianischer Autorennfahrer
- Londoño, Rodrigo (* 1959), kolumbianischer Arzt und Politiker, Ex-Anführer der Guerilla-Organisation FARC
- Londos, Andreas († 1846), griechischer Freiheitskämpfer, Politiker und Mitglied der Filiki Eteria
- Londos, Jim (1894–1975), griechisch-US-amerikanischer Ringer
- Londot, Lucien (* 1874), belgischer Fußballspieler
- Londra, Paulo (* 1998), argentinischer Rapper und Sänger
- Londres, Albert (1884–1932), französischer Journalist
- Londres, Hawise de († 1274), anglonormannische Adlige
- Londres, Maurice de († 1166), normannischer Adliger
- Londres, William de († 1131), normannischer Adliger
- Londres, William de († 1211), anglonormannischer Adliger
- Londy, Harry (* 1988), griechisch-australischer Squashspieler
- Londzin, Józef (1863–1929), polnischer römisch-katholischen Priester, Politiker, National- und Bildungsaktivist

### Lone
- Lone Ranger, Reggae-Deejay
- Lone Wolf († 1879), Häuptling der Kiowa-Indianer
- Lone, John (* 1952), chinesisch-amerikanischer SchauspielerJohn Lone (* 1952)

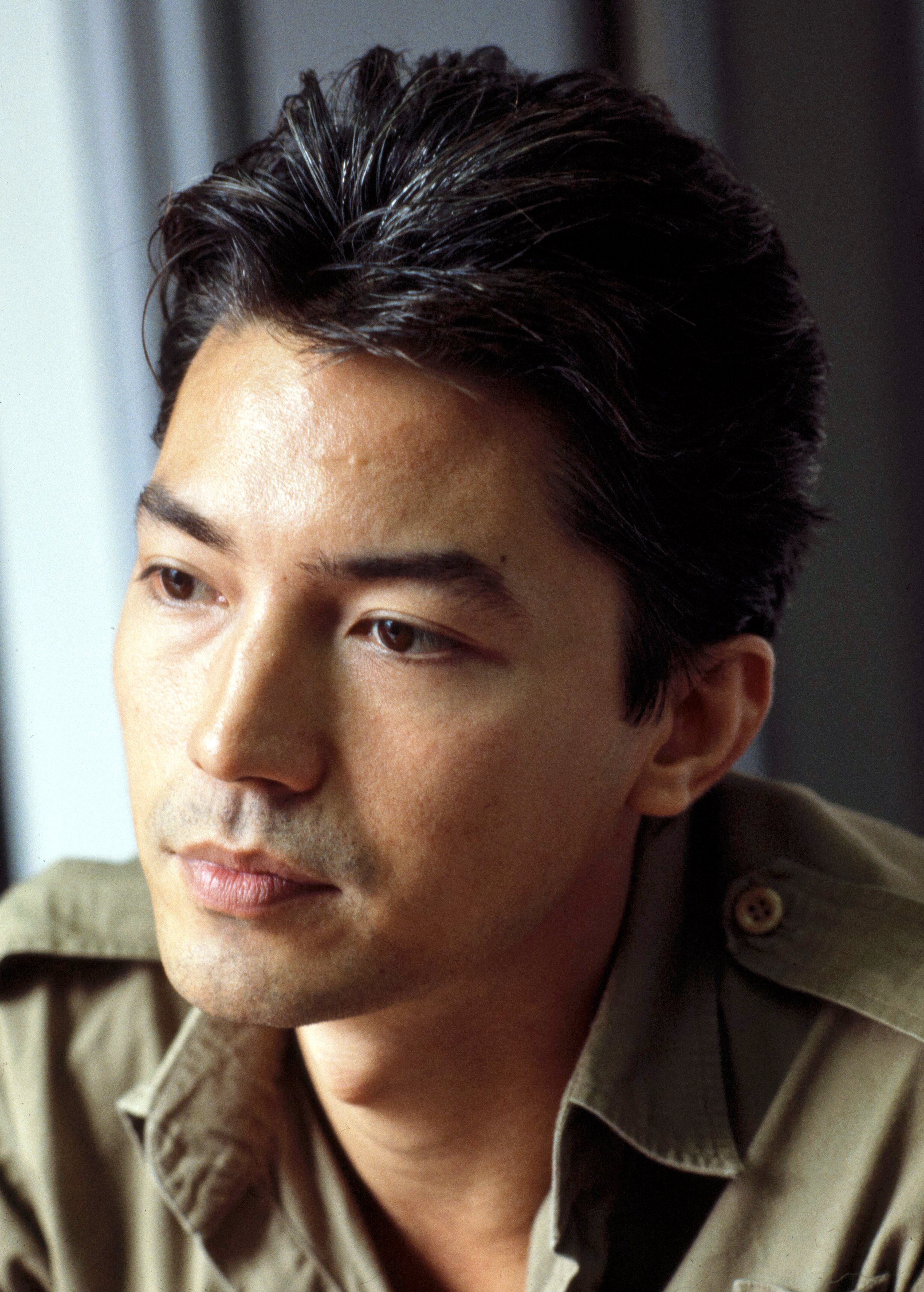
John Lone (* 1952)

- Lone, Kim, österreichische Singer/Songwriterin, Illustratorin, Produzentin, Filmemacherin, Schauspielerin, Designerin, Malerin und Pop-Art-Künstlerin
- Lonedo, Rebecca (* 1996), italienische Leichtathletin
- Lonek, Jaroslav (1904–1945), tschechoslowakischer Flugzeugkonstrukteur, Pilot und Widerstandskämpfer gegen den Nationalsozialismus
- Löneke, Hubert (1926–2011), deutscher Bildhauer
- Lonely, Destroy (* 2001), US-amerikanischer Rapper und Singer-Songwriter
- Löner, Caspar († 1546), Kirchenliedkomponist, evangelischer Theologe und Reformator
- Löner, Johann Josua († 1595), deutscher lutherischer Theologe
- Lonergan, Andy (* 1983), englischer Fußballtorhüter
- Lonergan, Arthur (1906–1989), US-amerikanischer Filmarchitekt
- Lonergan, Augustine (1874–1947), US-amerikanischer Politiker
- Lonergan, Bernard (1904–1984), kanadischer Jesuit, Theologe und Religionsphilosoph
- Lonergan, John Joseph (1888–1938), australischer, römisch-katholischer Priester
- Lonergan, Kenneth (* 1962), US-amerikanischer DrehbuchautorKenneth Lonergan (* 1962)

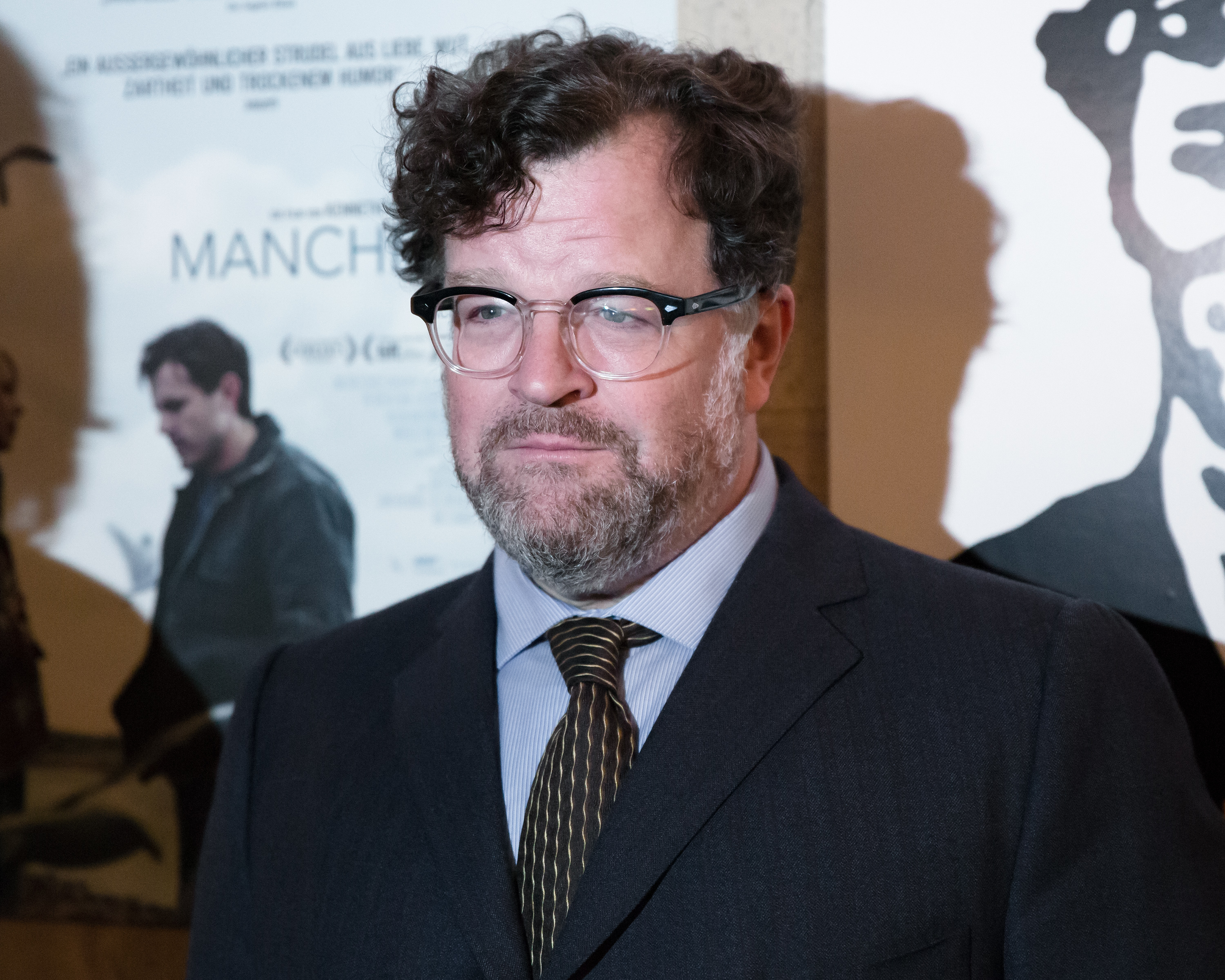
Kenneth Lonergan (* 1962)

- Lonesome Drifter (* 1931), US-amerikanischer Country- und Rockabilly-Musiker
- Lonesome Sundown (1928–1995), US-amerikanischer Bluesmusiker
- Loney, Ernest (1882–1951), britischer Mittelstrecken- und Crossläufer
- Loney, Sidney Luxton (1860–1939), britischer Mathematiker
- Loney, Troy (* 1963), kanadischer Eishockeyspieler
- Loney, Ty (* 1992), US-amerikanischer Eishockeyspieler
- Loney, Virginia (1899–1975), US-amerikanische Erbin und Lusitania-Überlebende, Ehefrau von Robert H. Gamble

### Lonf
- Lonfat, Johann (* 1973), Schweizer Fussballnationalspieler
- Lonfernini, Giovanni (* 1976), san-marinesischer Politiker
- Lonfernini, Luigi (* 1938), san-marinesischer Politiker und Jurist
- Lonfernini, Teodoro (* 1976), san-marinesischer Politiker; Capitano Reggente (Staatsoberhaupt) von San Marino

### Long
- Long Dong Silver (* 1960), englischer Pornodarsteller
- Long Van Nguyen, Vincent (* 1961), vietnamesisch-australischer Ordensgeistlicher, römisch-katholischer Bischof von Parramatta
- Long Yiming (* 1948), chinesischer Mathematiker
- Long, Aaron (* 1992), polnisch-US-amerikanischer Fußballspieler
- Long, Alex (* 1979), britischer Klassischer Philologe und Philosophiehistoriker
- Long, Alexander (1816–1886), US-amerikanischer Politiker
- Long, Aljoscha A. (* 1961), deutscher Schriftsteller, Psychologe und Philosoph
- Long, Allie (* 1987), US-amerikanische Fußballspielerin
- Long, Anthony A. (* 1937), britischer und naturalisierter US-amerikanischer Altphilologe und Philosophiehistoriker
- Long, Ashley (* 1979), britische PornodarstellerinAshley Long (* 1979)

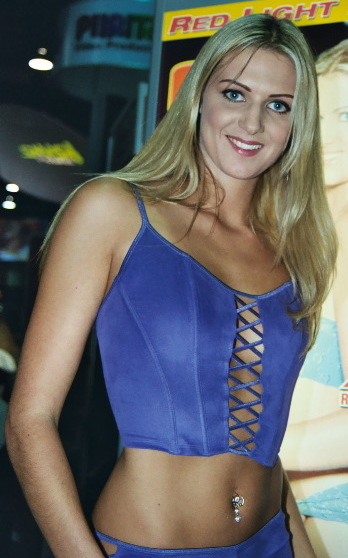
Ashley Long (* 1979)

- Long, Audrey (1922–2014), US-amerikanische Schauspielerin
- Long, Barrett (* 1982), US-amerikanischer, bisexueller Pornodarsteller
- Long, Barry (1926–2003), australischer spiritueller Lehrer und Autor
- Long, Barry (* 1949), kanadischer Eishockeyspieler, -trainer und -scout
- Long, Basil Somerset (1881–1937), britischer Kunsthistoriker
- Long, Bernardo (* 1989), uruguayischer Fußballspieler
- Long, Bill (1932–2010), irischer Schriftsteller und Rundfunksprecher
- Long, Billy (* 1955), US-amerikanischer Politiker (Republikanische Partei)Billy Long (* 1955)

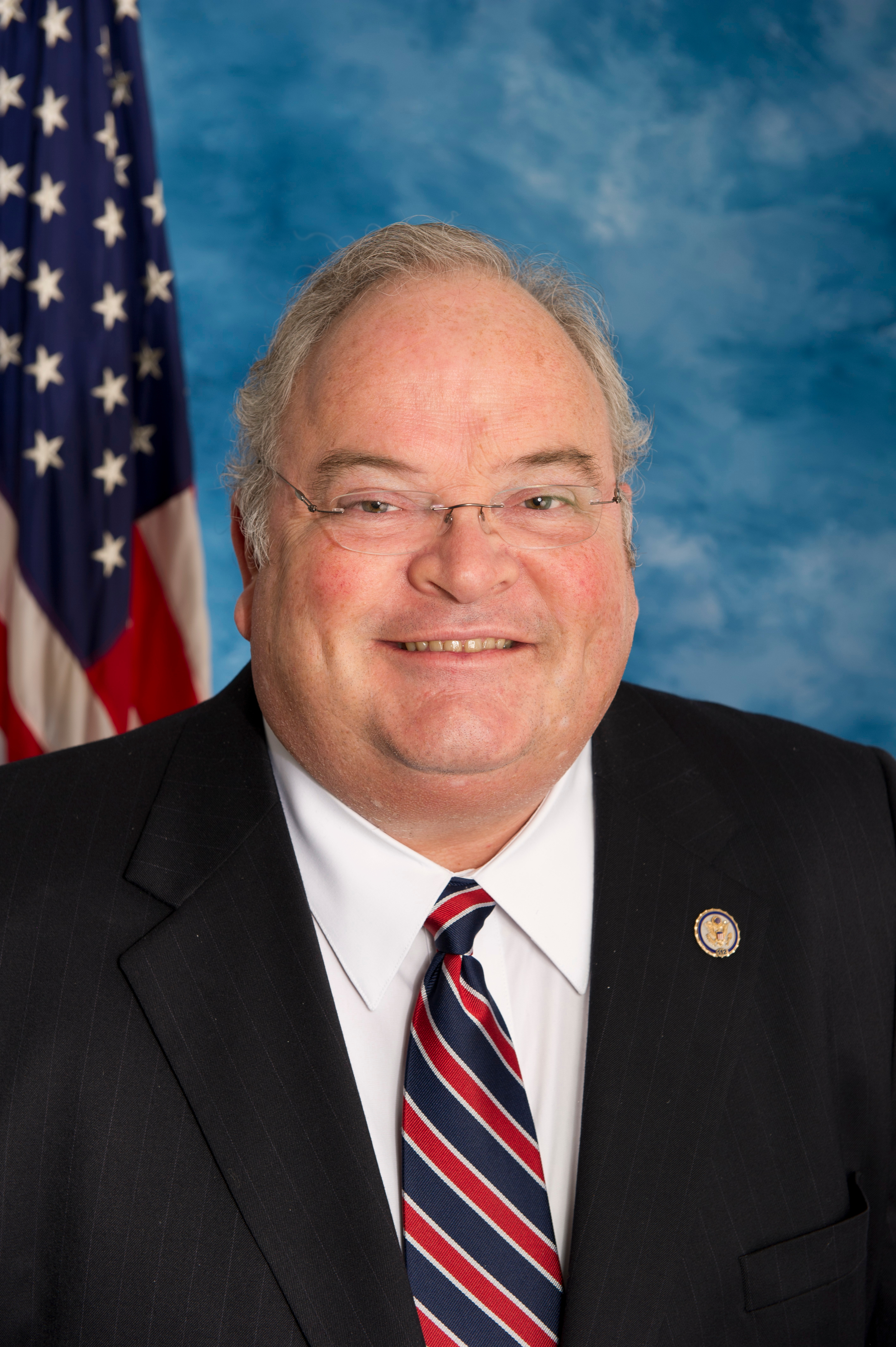
Billy Long (* 1955)

- Long, Boaz Walton (1876–1962), US-amerikanischer Diplomat
- Long, Breckinridge (1881–1958), US-amerikanischer Diplomat und Rechtsanwalt
- Long, Cameron (* 1988), US-amerikanischer Basketballspieler
- Long, Catherine Small (1924–2019), US-amerikanische Politikerin
- Long, Charlotte (1965–1984), britische Schauspielerin
- Long, Chester I. (1860–1934), US-amerikanischer Politiker (Republikanische Partei)
- Long, Chris (* 1985), US-amerikanischer American-Football-Spieler
- Long, Clarence (1908–1994), US-amerikanischer Politiker
- Long, Colin (1918–2009), australischer Tennisspieler
- Long, Colin (* 1989), US-amerikanischer Eishockeyspieler
- Long, Crawford W. (1815–1878), US-amerikanischer Arzt, Pionier der Ethernarkose
- Long, Dallas (1940–2024), US-amerikanischer Leichtathlet, Zahnarzt, Arzt
- Long, Dang Ngoc (* 1957), vietnamesischer Komponist und Konzertgitarrist
- Long, Danny (1939–2022), US-amerikanischer Jazzmusiker (Piano)
- Long, Daoyi (* 2003), chinesischer Wasserspringer
- Long, David (* 1998), US-amerikanischer American-Football-Spieler
- Long, Devan Chandler (* 1983), amerikanischer Schauspieler
- Long, Earl (1895–1960), US-amerikanischer Politiker
- Long, Eddie (1953–2017), US-amerikanischer baptistischer und pfingstlicher Fernsehprediger
- Long, Edouard (1868–1929), Schweizer Neuropathologe
- Long, Edward Henry Carroll (1808–1865), US-amerikanischer Politiker
- Long, Edward V. (1908–1972), US-amerikanischer Politiker (Demokratische Partei)
- Long, Edwin (1829–1891), englischer Maler
- Long, Esmond R. (1890–1979), US-amerikanischer Biochemiker und Pathologe
- Long, Fiddlin’ Sam (1876–1931), US-amerikanischer Old-Time-Musiker
- Long, Francis (1852–1916), deutsch-amerikanischer Polarforscher und Meteorologe
- Long, Frank Belknap (1901–1994), US-amerikanischer Autor
- Long, George (1800–1879), englischer Altphilologe und Altertumswissenschaftler
- Long, George S. (1883–1958), US-amerikanischer Politiker
- Long, Gillis William (1923–1985), US-amerikanischer Politiker
- Long, Hali (* 1995), US-amerikanisch-philippinische Fußballspielerin
- Long, Heidi (* 1996), britische Ruderin
- Long, Henry F. (1883–1956), US-amerikanischer Politiker der Republikanischen Partei
- Long, Howie (* 1960), US-amerikanischer American-Football-Spieler
- Long, Huey (1893–1935), US-amerikanischer Politiker, Gouverneur und Senator für LouisianaHuey Long (1893–1935)

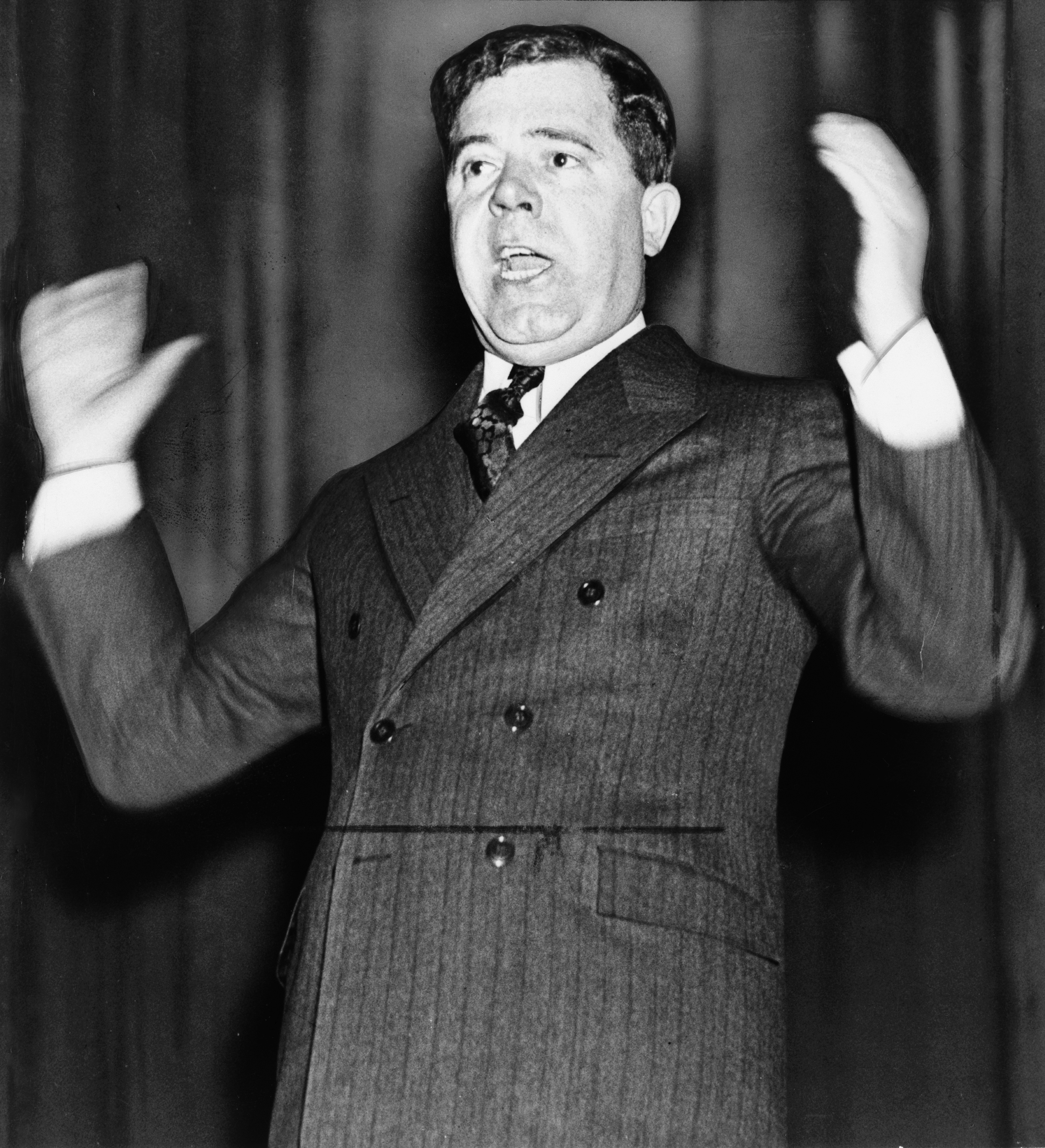
Huey Long (1893–1935)

- Long, Huey (1904–2009), US-amerikanischer Musiker
- Long, Jacob E. (1880–1955), US-amerikanischer Politiker
- Long, Jake (* 1985), US-amerikanischer Footballspieler
- Long, James A. (1898–1971), US-amerikanischer Theosoph
- Long, James D. (* 1948), US-amerikanischer Science-Fiction-Schriftsteller
- Long, Jane, Energie- und Klimawissenschaftlerin
- Long, Jefferson F. (1836–1901), US-amerikanischer Politiker
- Long, Jessica (* 1992), US-amerikanische mehrfache Paralympics-Siegerin im Schwimmen
- Long, Jim (* 1968), kanadischer Dartspieler
- Long, Jinbao (* 2000), chinesischer Speedkletterer
- Long, John (1785–1857), US-amerikanischer Politiker
- Long, John (1964–2016), irischer Maler
- Long, John A. (* 1957), australischer Paläontologe und Hochschullehrer
- Long, John B. (1843–1924), US-amerikanischer Politiker
- Long, John D. (1838–1915), US-amerikanischer Politiker
- Long, John Harper (1856–1918), US-amerikanischer Chemiker
- Long, John Luther (1861–1927), US-amerikanischer Jurist und Schriftsteller
- Long, Justin (* 1978), US-amerikanischer Schauspieler, Synchronsprecher, Filmregisseur und DrehbuchautorJustin Long (* 1978)

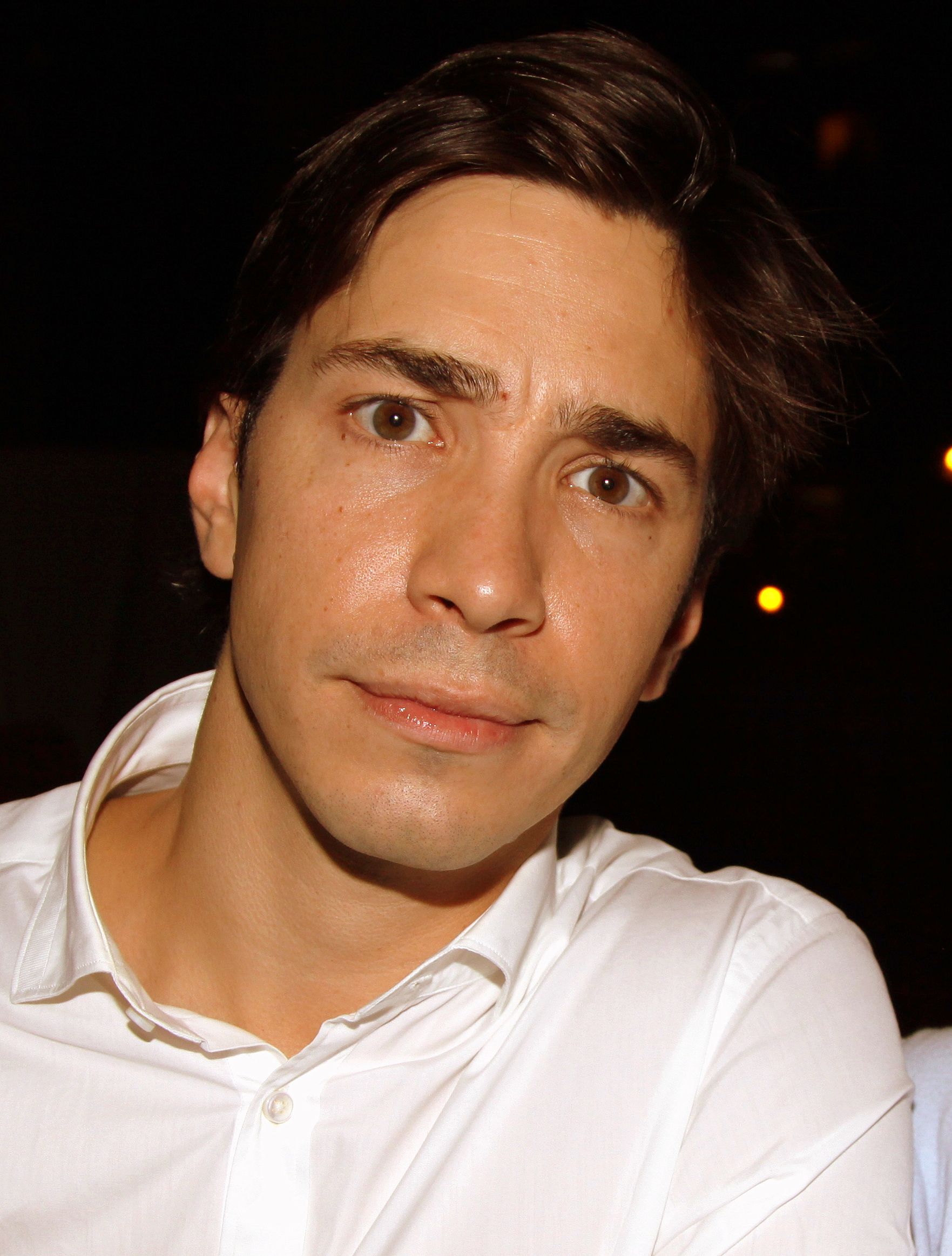
Justin Long (* 1978)

- Long, Kathleen (1896–1968), englische Pianistin und Musikpädagogin
- Long, Kevin (* 1990), irischer Fußballspieler
- Long, Key, israelische Drag Queen, Modedesignerin und Entertainerin
- Long, Kieran, britischer Journalist und Kurator
- Long, Kyle (* 1988), US-amerikanischer American-Football-Spieler
- Long, Larry (* 1947), US-amerikanischer Jurist und Politiker
- Long, Lewis M. (1883–1957), US-amerikanischer Politiker
- Long, Lois (1901–1974), amerikanische Kolumnistin
- Long, Loretta (* 1938), US-amerikanische Schauspielerin
- Long, Luz (1913–1943), deutscher Leichtathlet
- Long, Marguerite (1874–1966), französische Pianistin
- Long, Matt (* 1980), US-amerikanischer Film- und TheaterschauspielerMatt Long (* 1980)

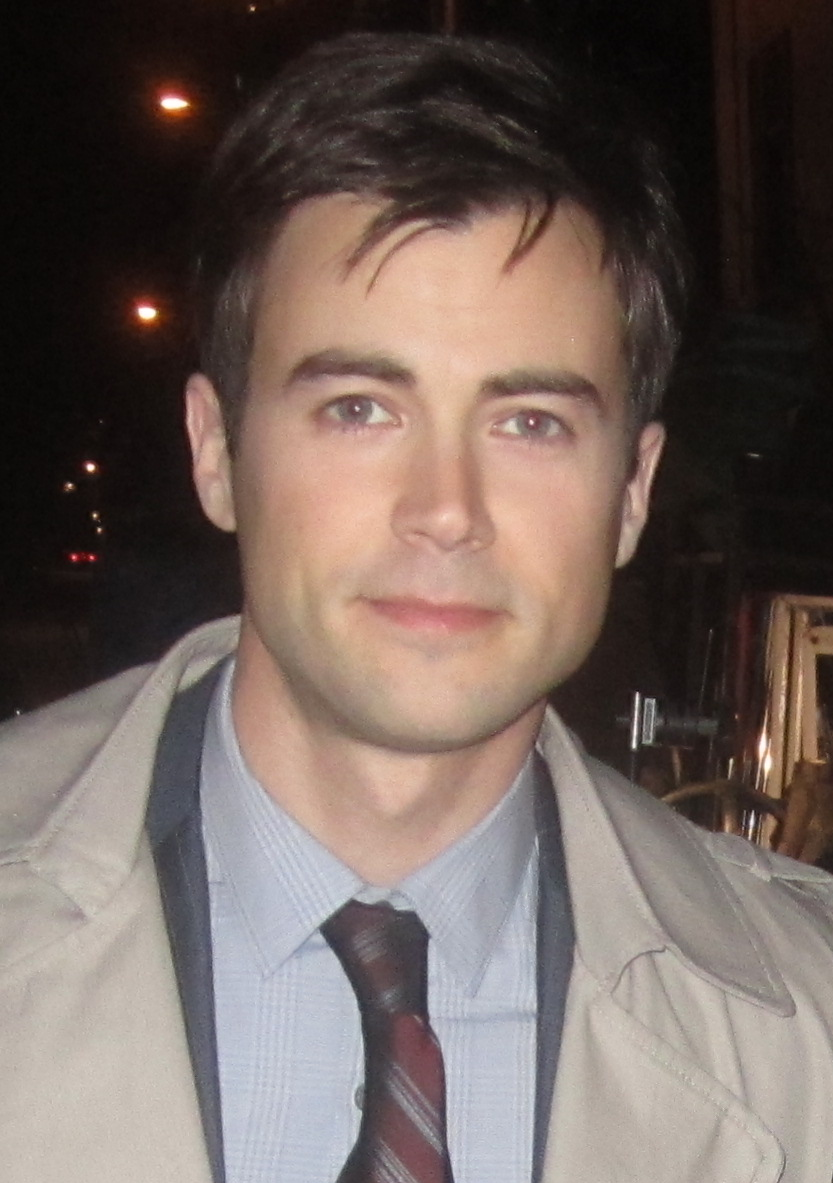
Matt Long (* 1980)

- Long, Matthew (* 1975), australischer Ruderer
- Long, Maxie (1878–1959), US-amerikanischer Sprinter
- Long, McKenzie (* 2000), US-amerikanische Sprinterin
- Long, Mel (* 1946), US-amerikanischer Footballspieler
- Long, Mel jr., US-amerikanischer American-Football-, Canadian-Football- und Arena-Football-Spieler
- Long, Muni (* 1988), US-amerikanische Musikerin
- Long, Naomi (* 1971), nordirische Politikerin
- Long, Nia (* 1970), US-amerikanische SchauspielerinNia Long (* 1970)

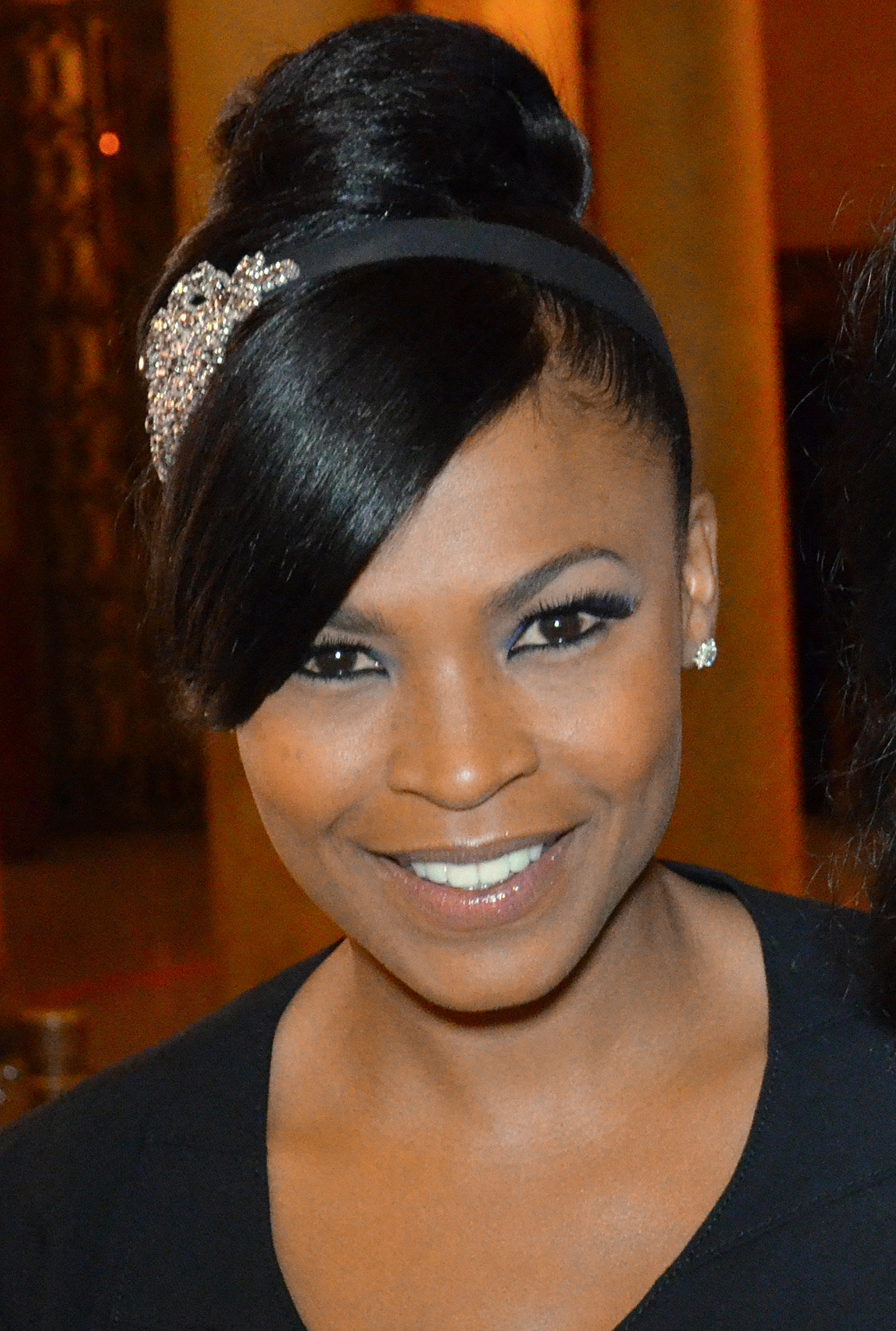
Nia Long (* 1970)

- Long, Nick Jr. († 1949), US-amerikanischer Tänzer und Schauspieler
- Long, Olivier (1915–2003), Schweizer Botschafter, Generaldirektor des Allgemeinen Zoll- und Handelsabkommens
- Long, Oren E. (1889–1965), US-amerikanischer Politiker (Demokratische Partei)
- Long, Pamela O. (* 1943), US-amerikanische Wissenschafts- und Technikhistorikerin
- Long, Patrick (* 1981), US-amerikanischer Autorennfahrer
- Long, Pierse (1739–1789), US-amerikanischer Politiker
- Long, Qingquan (* 1990), chinesischer Gewichtheber
- Long, R. L. (1852–1928), US-amerikanischer Lehrer, Schuldirektor, Richter und Politiker
- Long, Richard (1927–1974), US-amerikanischer Schauspieler
- Long, Richard (* 1945), englischer Künstler
- Long, Rikard (1889–1977), färöischer Dichter und Literaturkritiker
- Long, Robert (1943–2006), niederländischer Liedermacher
- Long, Robert Joe (1953–2019), US-amerikanischer Serienmörder
- Long, Robert L. J. (1920–2002), US-amerikanischer Admiral der US Navy
- Long, Rose McConnell (1892–1970), US-amerikanische Politikerin
- Long, Russell B. (1918–2003), US-amerikanischer Politiker
- Long, Sam (* 1995), US-amerikanischer Triathlet
- Long, Sean (* 1976), englischer Rugby-League-Spieler
- Long, Shane (* 1987), irischer Fußballspieler
- Long, Shelley (* 1949), US-amerikanische SchauspielerinShelley Long (* 1949)

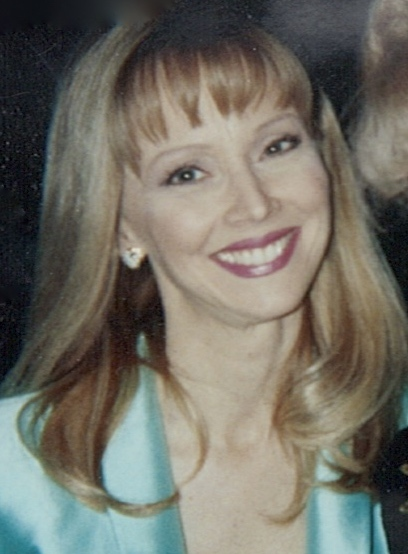
Shelley Long (* 1949)

- Long, Shorty (1940–1969), US-amerikanischer Sänger
- Long, Speedy O. (1928–2006), US-amerikanischer Politiker
- Long, Stephen Harriman (1784–1864), US-amerikanischer Bauingenieur, Eisenbahningenieur, Geograph und Entdecker
- Long, Stuart (1963–2014), amerikanischer Boxer und katholischer Priester
- Long, Susan (* 1960), US-amerikanische Skilangläuferin
- Long, Sydney (1871–1955), australischer Maler und Radierer
- Long, Tania (1913–1998), US-amerikanische Journalistin
- Long, Theodore (* 1947), US-amerikanischer Wrestling-Darsteller, Manager und Ringrichter
- Long, Tod (* 1970), US-amerikanischer Sprinter
- Long, Tom (1968–2020), australisch-amerikanischer Film- und Theaterschauspieler
- Long, Walter (1879–1952), US-amerikanischer SchauspielerWalter Long (1879–1952)

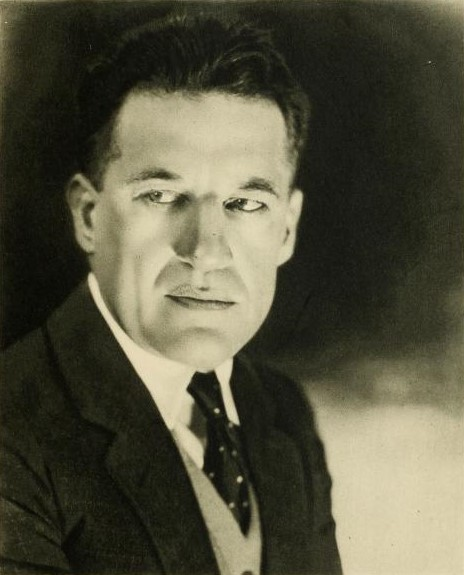
Walter Long (1879–1952)

- Long, Walter, 1. Viscount Long (1854–1924), britischer Politiker
- Long, William (1922–2008), nordirischer Politiker
- Long, Ying (* 1985), chinesische Badmintonspielerin (Macau)
- Long, Zehuang (* 1996), chinesischer Snookerspieler
- Long-Bailey, Rebecca (* 1979), britische Politikerin, Abgeordnete im Unterhaus
- Long-Landry, Marie (1877–1968), französische Ärztin

#### Longa
- Longa von Kotzau († 1428), Äbtissin
- Longa, Jacques Danka (* 1961), togoischer Geistlicher und römisch-katholischer Bischof von Kara
- Longa, Marianna (* 1979), italienische Skilangläuferin
- Longa, Ronal (* 2004), kolumbianischer Sprinter
- Longacre, James B. (1794–1869), US-amerikanischer Kupferstecher
- Longacre, William A. (1937–2015), US-amerikanischer Archäologe und Hochschullehrer
- Longair, Malcolm Sim (* 1941), schottischer Astronom
- Longan, Amanda (* 1997), US-amerikanische Wasserballspielerin
- Longanesi, Leo (1905–1957), italienischer Journalist, Verleger, Zeichner, Illustrator und Humorist
- Longanesi-Cattani, Angelo (1860–1945), italienischer Maler
- Longard, Emma, deutsche Sängerin und Songwriterin
- Longard, Johann Claudius von (1820–1901), preußischer Beamter und Abgeordneter
- Longard, Peggy (1892–1969), deutsche Stummfilmschauspielerin
- Longard, Philipp (1860–1920), preußischer Beamter und Abgeordneter
- Longàs i Torres, Frederic (1897–1968), katalanischer klassischer Pianist und Komponist

#### Longb
- Longboat, Tom (1887–1949), kanadischer Marathonläufer
- Longbottom, Peter (1959–1998), britischer Radrennfahrer

#### Longc
- Longchambon, Henri (1896–1969), französischer Wissenschaftler und Politiker, Senator und Minister
- Longchambon, Samia (* 1982), britische Schauspielerin
- Longchamp, Albert (1941–2022), Schweizer Ordensgeistlicher, Jesuit, Journalist und Chefredakteur
- Longchamp, Claude (* 1957), Schweizer Historiker und Politikwissenschaftler
- Longchamp, François (* 1963), Schweizer Politiker (FDP)
- Longchamp, William de († 1197), Lordkanzler von England, Bischof von Ely
- Longchamps de Bérier, Roman (1883–1941), polnischer Jurist
- Longchen Chöying Tobden Dorje (1785–1848), tibetischer Yogin und buddhistischer Gelehrter aus Amdo
- Longchen Rabjam (1308–1363), tibetischer Buddhist

#### Longd
- Longden, Deric (1936–2013), britischer Schriftsteller
- Longdon, Terence (1922–2011), britischer Film- und Theaterschauspieler

#### Longe
- Longe, Clive (1939–1986), britischer Zehnkämpfer
- Longé, Diedrich Johann (1779–1863), Marineoffizier
- Longen, Emil Artur (1885–1936), tschechischer Regisseur, Drehbuchautor, Dramaturg, Schriftsteller, Maler und Schauspieler
- Longenecker, John (* 1947), US-amerikanischer Filmproduzent und Drehbuchautor
- Longeon, Claude (1941–1989), französischer Romanist und Hochschullehrer
- Longepied, Léon-Eugène (1849–1888), französischer Bildhauer
- Longerich, Heinz (1928–2020), deutscher Journalist
- Longerich, Nils (* 1977), deutscher Basketballspieler
- Longerich, Peter (* 1955), deutscher HistorikerPeter Longerich (* 1955)

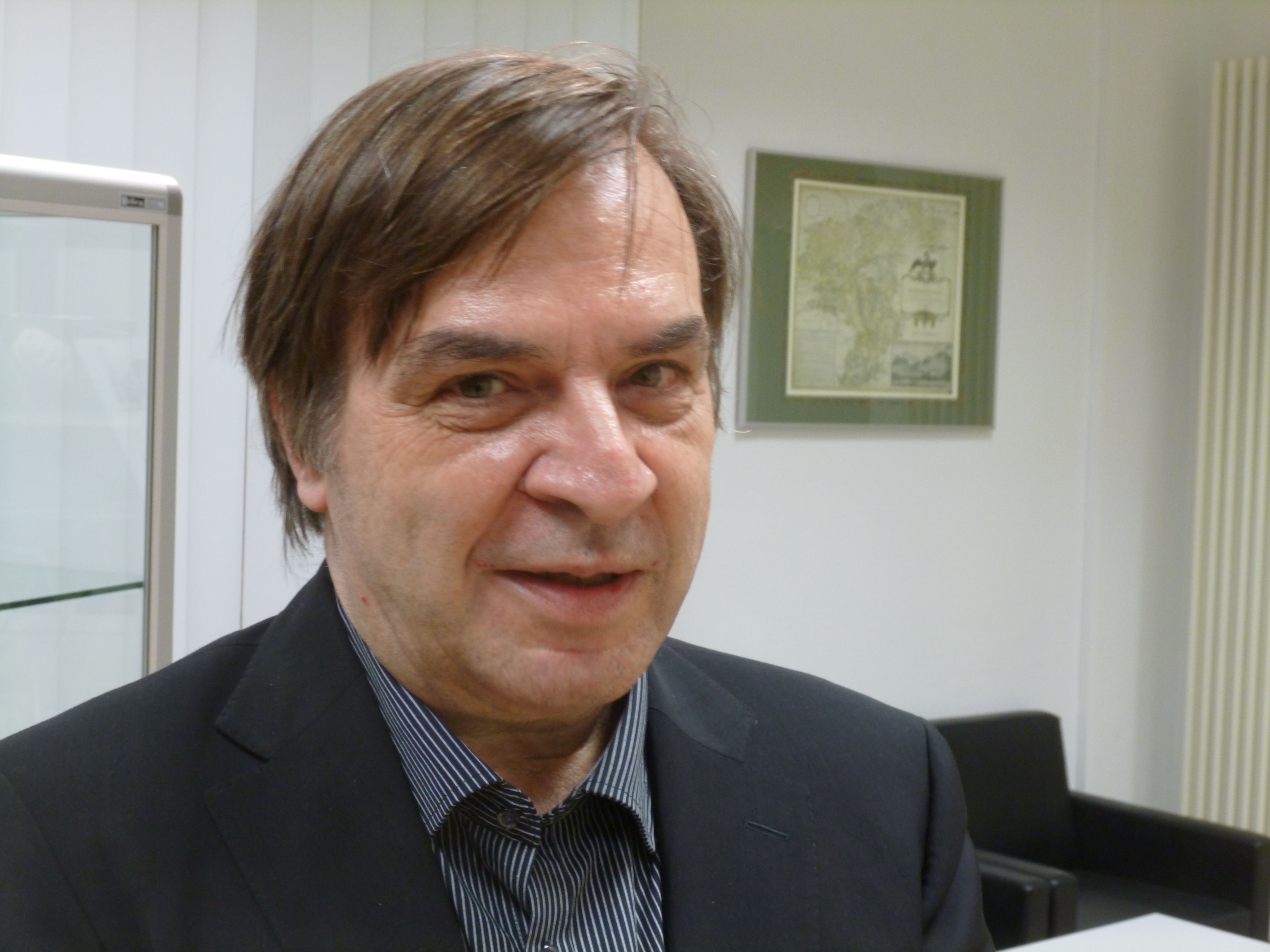
Peter Longerich (* 1955)

- Longerstaey, Edouard (1919–1986), belgischer Diplomat
- Longert, Wilhelm (* 1888), deutscher Volkswirt und Hochschuldozent
- Longespée, Ela († 1298), englische Adlige
- Longespée, Ela, englische Adlige
- Longespée, Ida, anglonormannische Adlige
- Longet, Claudine (* 1942), französische Sängerin und SchauspielerinClaudine Longet (* 1942)

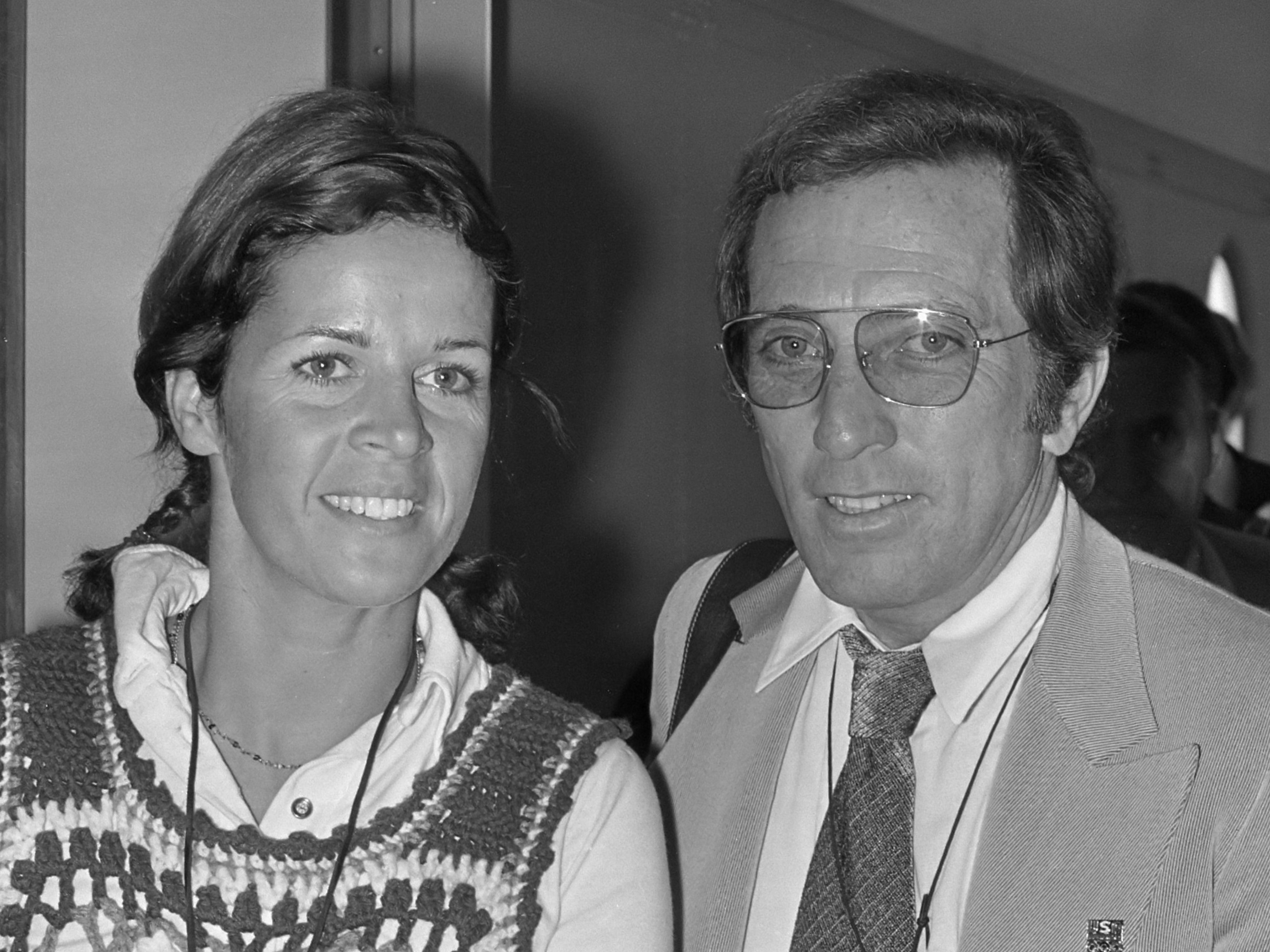
Claudine Longet (* 1942)

- Longet, François Achille (1811–1871), französischer Anatom und Physiologe

#### Longf
- Longfellow, Alice Mary (1850–1928), US-amerikanische Philanthropin
- Longfellow, Henry Wadsworth (1807–1882), amerikanischer Schriftsteller, Lyriker, Dramatiker
- Longfellow, Stephen (1775–1849), US-amerikanischer Politiker
- Longfield, Cynthia (1896–1991), irische Biologin
- Longfield, Mountifort (1802–1884), irischer Anwalt und Wirtschaftswissenschaftler

#### Longh
- Longhena, Baldassare († 1682), italienischer Architekt des Barock
- Longhi, Alessandro (1733–1813), italienischer Maler
- Longhi, Alessandro (* 1989), italienischer Fußballspieler
- Longhi, Barbara (1552–1638), italienische Ikonenmalerin der Gegenreformation
- Longhi, Caroline († 1829), italienische Harfenistin und Pianistin
- Longhi, Giuseppe (1766–1831), italienischer Kupferstecher
- Longhi, Guglielmo († 1319), italienischer Geistlicher, Kurienkardinal der römisch-katholischen Kirche
- Longhi, Jhonatan (* 1988), italienisch-brasilianischer Skirennläufer
- Longhi, Martino der Ältere († 1591), italienischer Architekt
- Longhi, Martino der Jüngere (1602–1660), italienischer Architekt
- Longhi, Omar (* 1980), italienischer Skirennläufer
- Longhi, Onorio (1568–1619), italienischer Architekt
- Longhi, Pietro (1702–1785), Maler des venezianischen Rokoko
- Longhi, Roberto (1890–1970), italienischer KunsthistorikerRoberto Longhi (1890–1970)

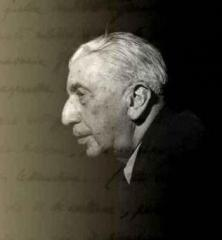
Roberto Longhi (1890–1970)

- Longhin, Andrea Giacinto (1863–1936), italienischer römisch-katholischer Ordensmann, Bischof von Treviso und Titular-Erzbischof
- Longhurst, Michael (* 1981), englischer Theaterregisseur und Theaterleiter

#### Longi
- Longin von Klin (1946–2014), russischer, orthodoxer Erzbischof
- Longin, Branimir (* 1978), kroatischer Basketballspieler
- Longin, Franz (* 1933), deutscher Politiker (CDU), MdL
- Longin, Zograf, serbischer Ikonenmaler
- Longinius Speratus, Gaius, römischer Ziegelfabrikant
- Longino, Andrew H. (1854–1942), US-amerikanischer Politiker
- Longino, Helen (* 1944), amerikanische Philosophin und Wissenschaftstheoretikerin
- Longinos, antiker griechisch-römischer Bildhauer
- Longinos († 272), Philosoph und Philologe
- Longinotto, Kim (* 1952), britische Filmemacherin
- Longinus, römischer Centurion, der Jesus nach dessen Tod einen Speer in die Seite gestochen haben sollLonginus

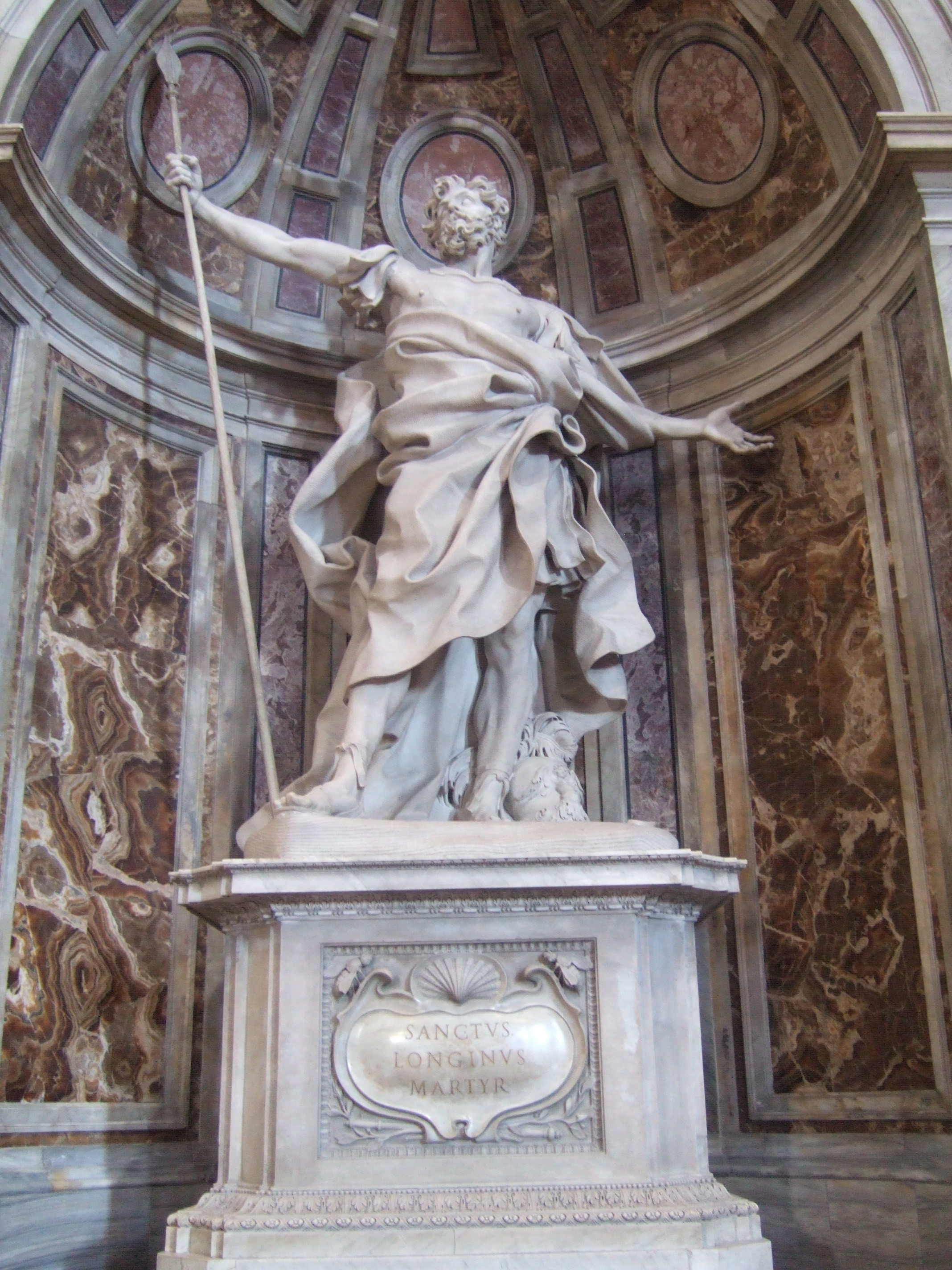
Longinus

- Longinus von Cardala († 497), oströmischer Rebell in Isaurien
- Longinus, Flavius, oströmischer Usurpator

#### Longl
- Longland, Glenn (* 1955), britischer Radrennfahrer
- Longley, Bernard (* 1955), britischer Geistlicher, römisch-katholischer Erzbischof von Birmingham
- Longley, Bill (1851–1878), US-amerikanischer Serienmörder und Westernheld
- Longley, Charles (1794–1868), britischer Bischof der Church of England, Mitglied des House of Lords
- Longley, James (* 1972), US-amerikanischer Filmregisseur, Filmproduzent und Dokumentarfilmer
- Longley, James B. (1924–1980), US-amerikanischer Politiker
- Longley, James B. junior (* 1951), US-amerikanischer Politiker
- Longley, Luc (* 1969), australischer Basketballspieler
- Longley, Michael (1939–2025), britischer Dichter
- Longley, Mitch (* 1965), US-amerikanischer Schauspieler
- Longley, Vicky (* 1988), britische Schauspielerin

#### Longm
- Longman, Evelyn Beatrice (1874–1954), US-amerikanische Bildhauerin
- Longman, Frank († 1933), britischer Motorradrennfahrer
- Longman, Genevieve (* 1995), australische Wasserballspielerin
- Longman, Lloyd (* 1909), kanadischer Langstreckenläufer
- Longmate, Norman (1925–2016), englischer Sozial- und Militärhistoriker sowie Autor
- Longmire, Wilbert (1940–2018), US-amerikanischer R&B- und Jazzmusiker
- Longmuir, Alan (1948–2018), britischer MusikerAlan Longmuir (1948–2018)

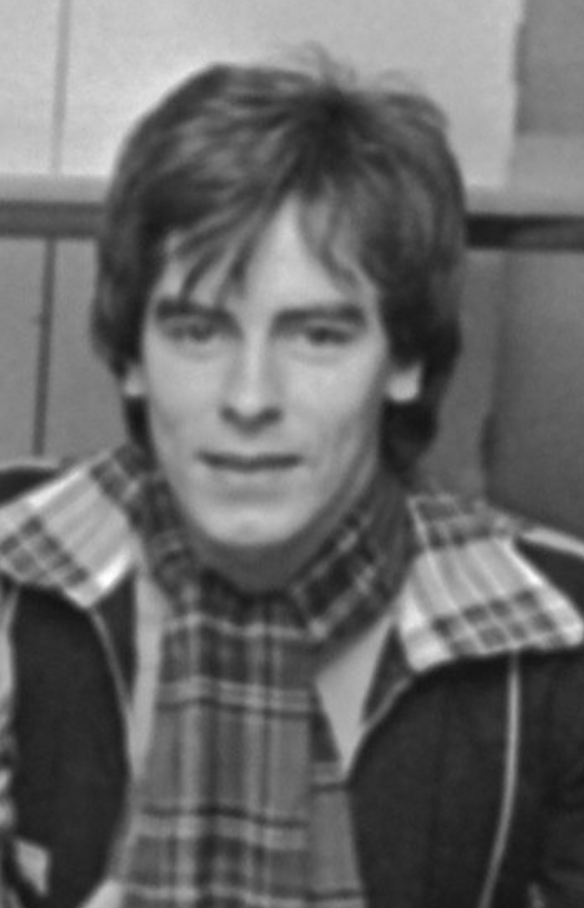
Alan Longmuir (1948–2018)

#### Longn
- Longnecker, Henry Clay (1820–1871), US-amerikanischer Politiker
- Longner, Ignaz von (1805–1868), deutscher römisch-katholischer Geistlicher, Theologe und Kirchenhistoriker
- Longnon, Auguste (1844–1911), französischer Historiker, Romanist, Mediävist und Toponomastiker
- Longnon, Guy (1924–2014), französischer Jazztrompeter, Arrangeur und Musikpädagoge
- Longnon, Henri (1882–1964), französischer Romanist, Italianist, Archivar und Übersetzer
- Longnon, Jean-Loup (* 1953), französischer Jazz-Trompeter und Komponist

#### Longo
- Longo Borghini, Elisa (* 1991), italienische RadrennfahrerinElisa Longo Borghini (* 1991)

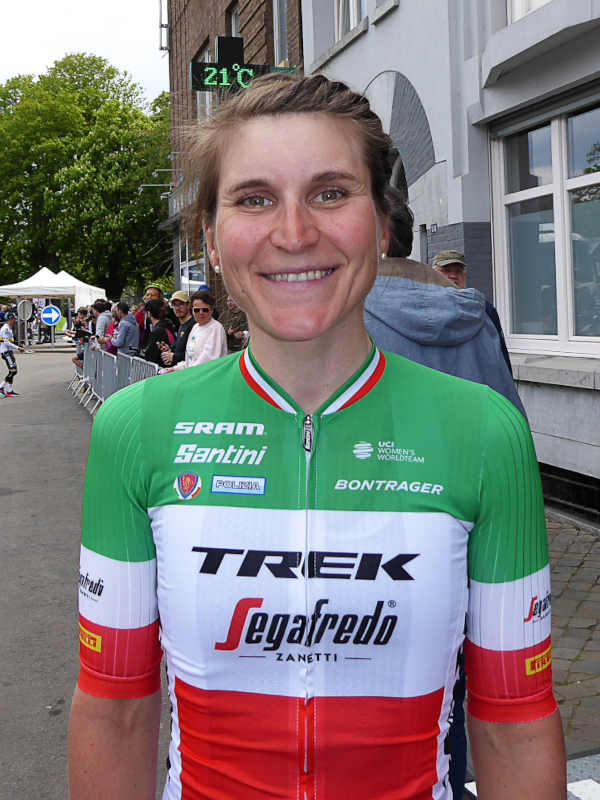
Elisa Longo Borghini (* 1991)

- Longo Borghini, Paolo (* 1980), italienischer Radrennfahrer
- Longo, Alessandro (1864–1945), italienischer Komponist und Musikwissenschaftler
- Longo, Alyssa (* 1991), US-amerikanische Volleyballspielerin
- Longo, Andrea (* 1971), italienischer Nordischer Kombinierer, Skispringer und Skilangläufer
- Longo, Andrea (* 1975), italienischer Mittelstreckenläufer
- Longo, Andrej (* 1959), italienischer Schriftsteller
- Longo, Annalie (* 1991), neuseeländische Fußballspielerin
- Longo, Arthur (* 1988), französischer Snowboarder
- Longo, Bartolo (1841–1926), Dominikaner-Terziar und Wallfahrtsstätten-Gründer
- Longo, Becca, US-amerikanische Fußballspielerin
- Longo, Carlos (* 1982), spanischer Badmintonspieler
- Longo, Cody (* 1988), US-amerikanischer Schauspieler
- Longo, Davide (* 1971), italienischer Schriftsteller
- Longo, Federico (* 1962), italienischer Radrennfahrer
- Longo, Federico (* 1972), italienischer Dirigent und Komponist
- Longo, Francesco (1931–1995), italienischer Drehbuchautor und Filmregisseur
- Longo, Germano (1933–2022), italienischer Schauspieler
- Longo, Giorgio (1924–2020), italienischer Politiker, Bürgermeister von Venedig
- Longo, Luigi (1900–1980), italienischer Politiker und Generalsekretär der PCI (1964–1972)
- Longo, Malisa (* 1950), italienische Schauspielerin und Autorin
- Longo, Mike (1937–2020), US-amerikanischer Jazzmusiker
- Longo, Miriam (* 2000), italienische Fußballspielerin
- Longo, Paolo (* 1977), italienischer Biathlet
- Longo, Renato (1937–2023), italienischer Radsportler
- Longo, Robert (* 1953), US-amerikanischer KünstlerRobert Longo (* 1953)

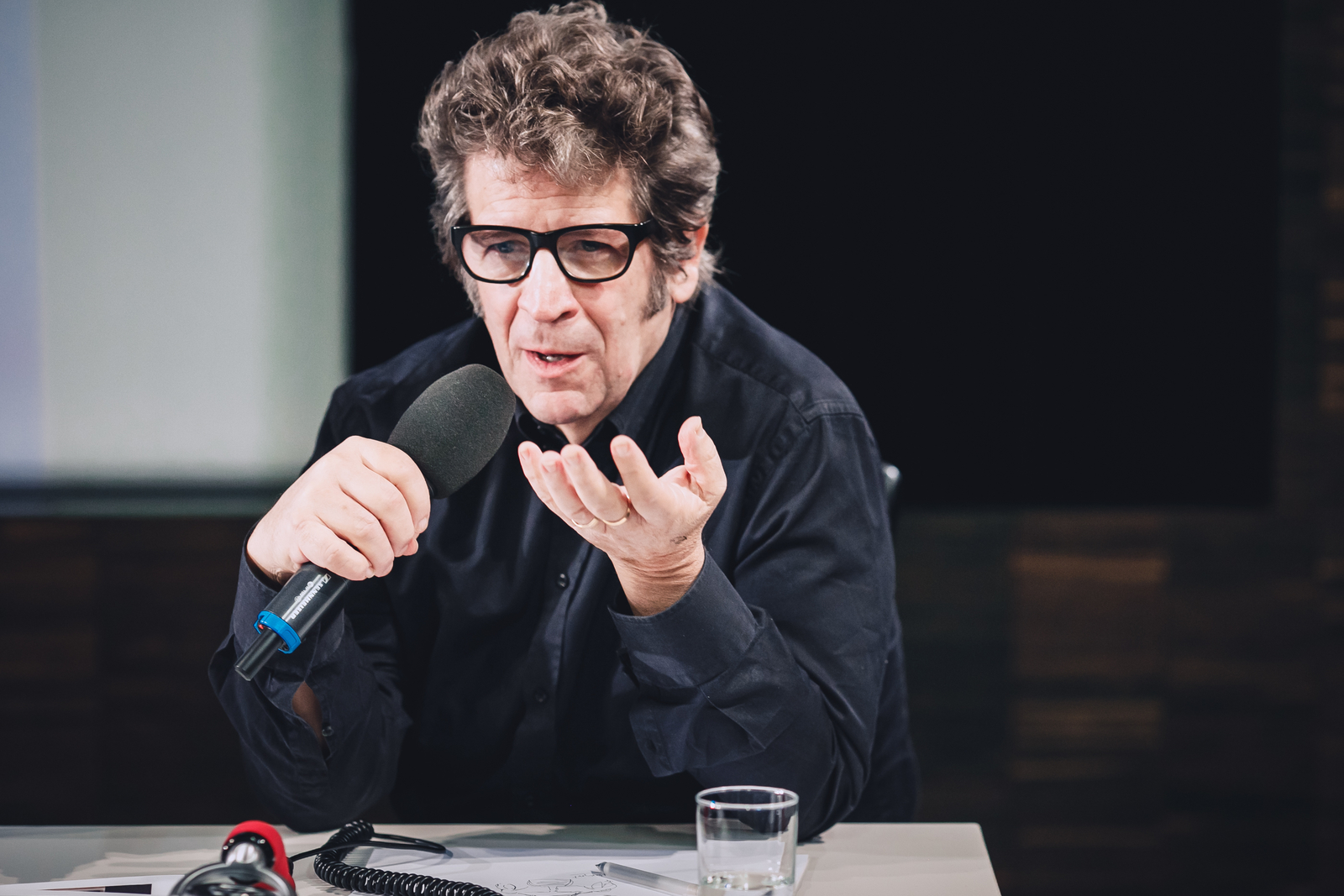
Robert Longo (* 1953)

- Longo, Roberto (* 1953), italienischer mathematischer Physiker
- Longo, Roberto (* 1984), italienischer Radrennfahrer
- Longo, Samuele (* 1992), italienischer Fußballspieler
- Longo, Tiziano (1924–1978), italienischer Filmproduzent und -regisseur
- Longo, Valter (* 1967), italo-amerikanischer Gerontologe
- Longo, Vittorio (1901–1974), italienischer Geistlicher und römisch-katholischer Weihbischof in Neapel
- Longo-Ciprelli, Jeannie (* 1958), französische RadsportlerinJeannie Longo-Ciprelli (* 1958)

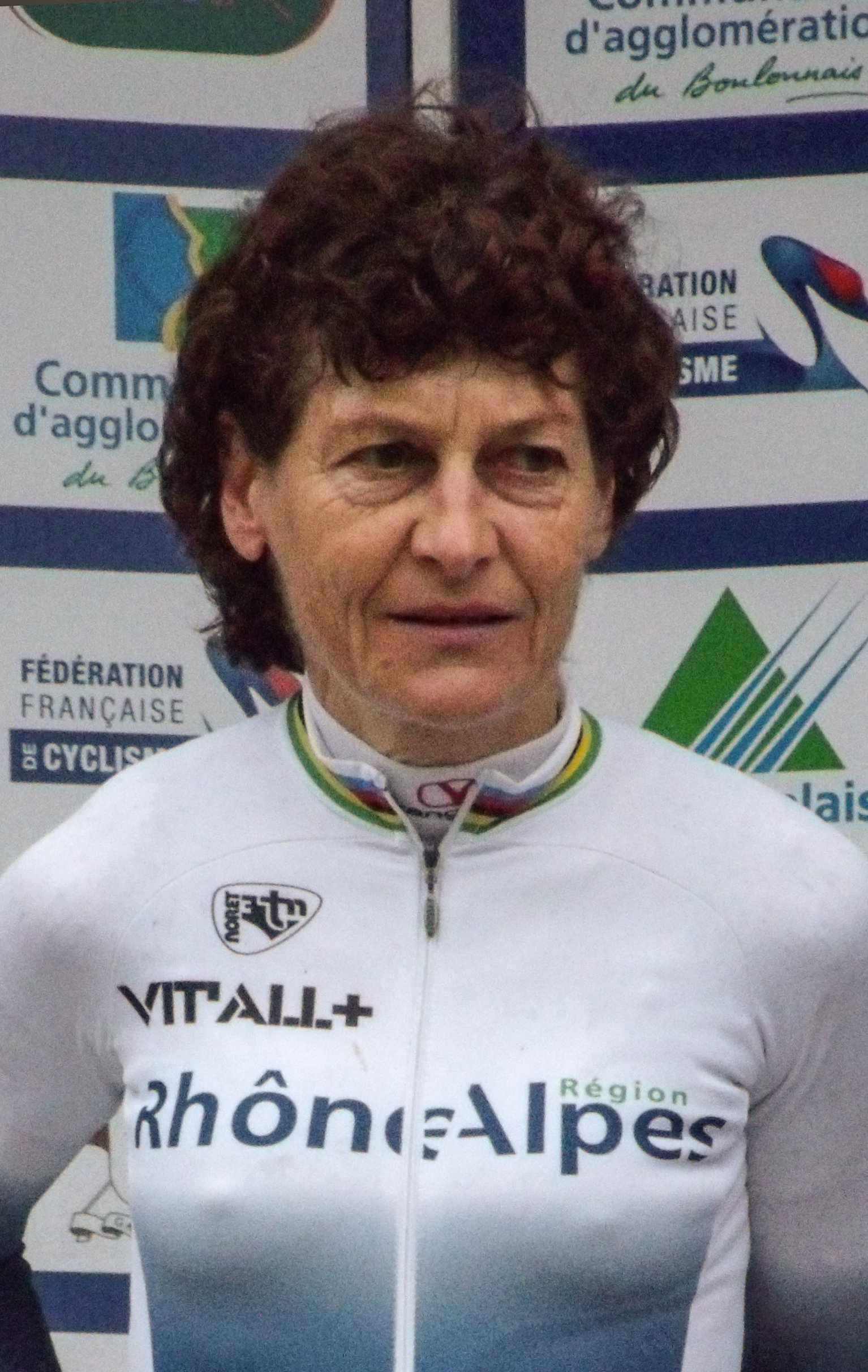
Jeannie Longo-Ciprelli (* 1958)

- Longo-Liebenstein, Anton von (1853–1925), österreichischer Mediziner und Politiker
- Longo-Liebenstein, Felix von (1803–1881), österreichischer Jurist und Politiker, Landtagsabgeordneter
- Longobardi, Ciro, italienischer Pianist
- Longobardi, Nino (* 1953), italienischer Künstler
- Longobardo, Niccolò (1565–1654), Jesuit der Chinamission
- Longobardo, Primo (1901–1942), italienischer Marineoffizier
- Longobucco, Silvio (1951–2022), italienischer Fußballspieler
- Longolius, Alexander (1935–2016), deutscher Politiker (SPD), MdA
- Longolius, Johann Daniel (1677–1740), deutscher Arzt und Mathematiker
- Longolius, Paul Daniel (1704–1779), deutscher Philologe, Historiker und Enzyklopädist
- Longolius, Sonja (* 1978), deutsche Kunsthistorikerin, Amerikanistin und Kuratorin
- Longomba, Awilo, kongolesischer Musiker
- Longoni, Angelo (1956–2025), italienischer Filmregisseur und Drehbuchautor
- Longoria, Eva (* 1975), US-amerikanische SchauspielerinEva Longoria (* 1975)

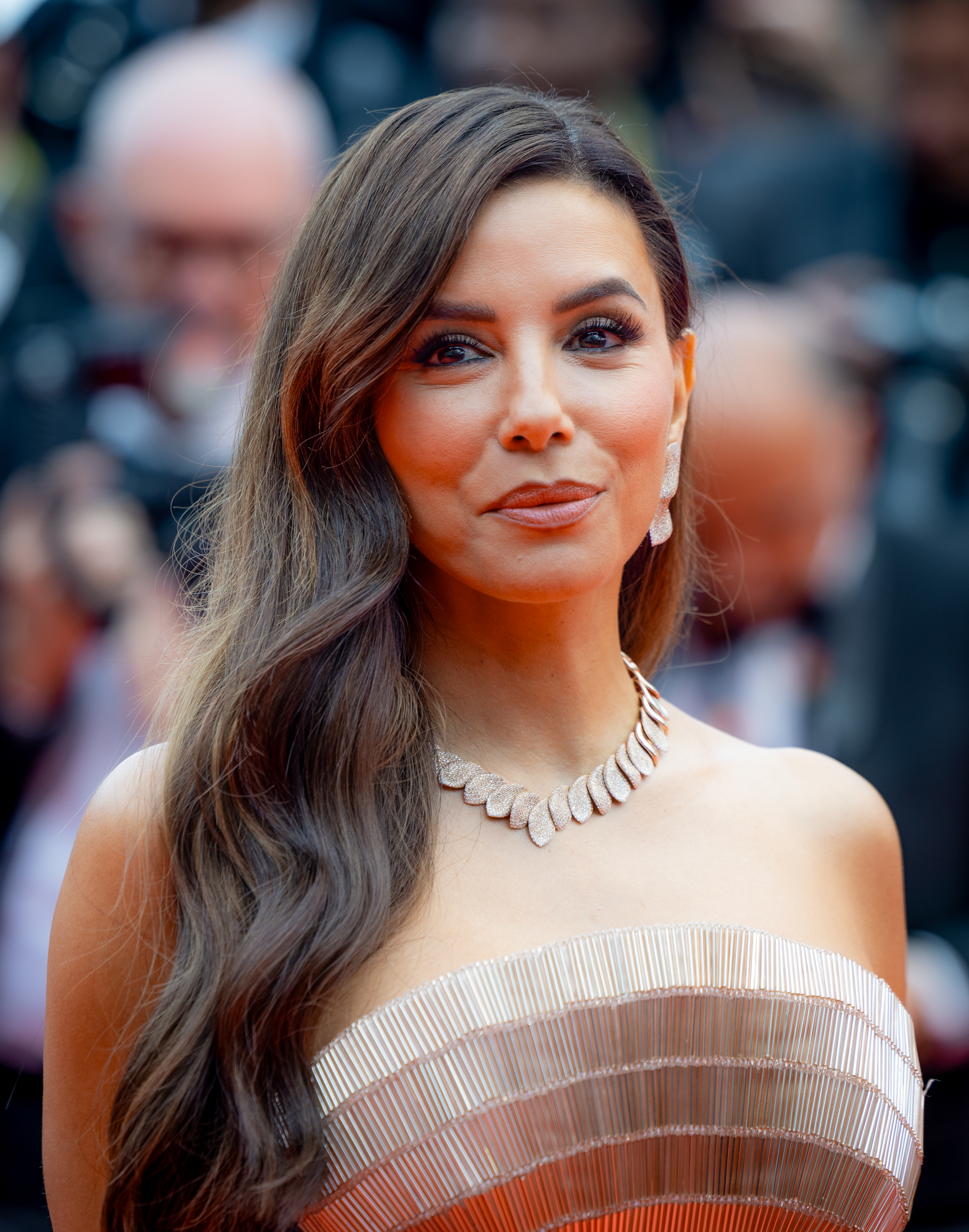
Eva Longoria (* 1975)

- Longoria, Evan (* 1985), US-amerikanischer Baseballspieler
- Longoria, Pablo (* 1986), spanischer Fußballmanager
- Longos, griechischer Autor
- Longosiwa, Abraham, kenianischer Langstreckenläufer
- Longosiwa, Thomas Pkemei (* 1982), kenianischer Langstreckenläufer
- Longott, Olivia (* 1981), US-amerikanische R&B-Sängerin und Rapperin
- Longoudé, Antoine (* 1962), zentralafrikanischer Boxer

#### Longp
- Longpré, Bernard (1937–2002), kanadischer Animator, Filmregisseur und Maler

#### Longq
- Longqing (1537–1572), chinesischer Kaiser der Ming-Dynastie

#### Longr
- Longrée, Maximilian (* 1981), deutscher Triathlet
- Longren, Albin (1882–1950), US-amerikanischer Geschäftsmann und Flugzeugkonstrukteur
- Longrigg, Clare (* 1963), britische Journalistin und Autorin
- Longrigg, Roger (1929–2000), britischer Schriftsteller

#### Longs
- Longshore, Hannah (1819–1901), US-amerikanische Ärztin
- Longsjo, Art (1931–1958), US-amerikanischer Radrennfahrer und Eisschnellläufer
- Longson, O’Neil, US-amerikanischer Pokerspieler
- Longstaff, David (* 1974), britischer Eishockeyspieler
- Longstaff, John (1861–1941), australischer Maler
- Longstaff, Luis (* 2001), englischer Fußballspieler
- Longstaff, Matty (* 2000), englischer Fußballspieler
- Longstaff, Sean (* 1997), englischer Fußballspieler
- Longstaffe, Fred, kanadischer Geochemiker
- Longstreet, Augustus Baldwin (1790–1870), amerikanischer Schriftsteller
- Longstreet, James (1821–1904), General des konföderierten HeeresJames Longstreet (1821–1904)

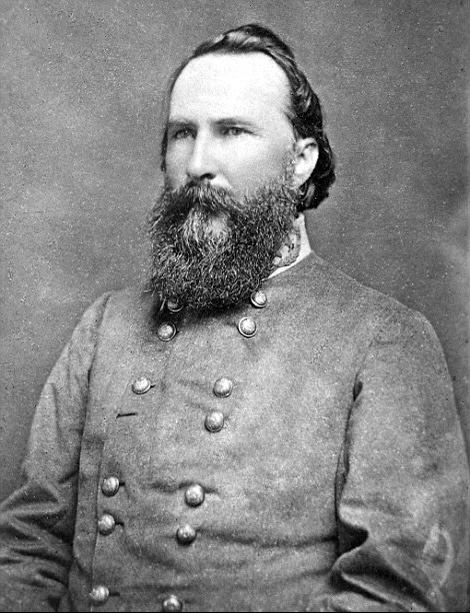
James Longstreet (1821–1904)

- Longstreet, Stephen (1907–2002), US-amerikanischer Schriftsteller, Drehbuchautor und Illustrator
- Longstreet, William (1760–1814), Erfinder
- Longsworth, Eric (* 1959), amerikanischer Jazz- und Fusionmusiker (Cello, Komposition)

#### Longt
- Longtin, Michel (* 1946), kanadischer Komponist

#### Longu
- Longueil, Gilbert de (1507–1543), niederrheinischer Humanist
- Longueil, Richard Olivier de (1406–1470), französischer Geistlicher
- Longuelune, Zacharias (1669–1748), französischer Architekt und Architekturzeichner
- Longuet, Charles (1839–1903), französischer Journalist und Proudhonist
- Longuet, Edgar (1879–1950), französischer Arzt und Sozialist
- Longuet, Frédéric (1904–1987), französischer Maler
- Longuet, Gérard (* 1946), französischer Politiker, Mitglied der Nationalversammlung, MdEP
- Longuet, Jean (1876–1938), französischer Politiker, Rechtsanwalt und Journalist
- Longuet, Jenny (1844–1883), Tochter von Jenny und Karl MarxJenny Longuet (1844–1883)

Jenny Longuet (1844–1883)

- Longuet, Karl-Jean (1904–1981), französischer Bildhauer
- Longuet, Laura (* 1988), französische Beachvolleyballspielerin
- Longuet, Paul (1909–1979), französischer Politiker
- Longuet, Robert-Jean (1901–1987), französischer Rechtsanwalt und Journalist
- Longuet-Higgins, Christopher (1923–2004), britischer theoretischer Chemiker und Physiker
- Longuet-Higgins, Michael (1925–2016), britischer Mathematiker, Ozeanograph und Geophysiker
- Longueval, Charles Bonaventure de (1571–1621), französischer Feldherr der Kaiserlichen Armee
- Longueval, Franz Leopold de (1703–1767), k.k. wirklicher Geheimer Rat, Oberlandhofmeister im Königreich Böhmen
- Longueval, Karl Albert de (1607–1663), Graf von Bucquoy, Baron de Vau (l)x, Grande von Spanien, königlich spanischer Statthalter (Grand-Bailli) der Grafschaft Hennegau
- Longuine, Rafael Vinicius Carvalho (* 1990), brasilianischer Fußballspieler

#### Longv
- Longvilliers de Poincy, Phillippe de (1583–1660), französischer Gouverneur

#### Longw
- Longwell, Chester Ray (1887–1975), US-amerikanischer Geologe
- Longwell, Ryan (* 1974), US-amerikanischer Footballspieler
- Longwell, Sarah, US-amerikanische politische Strategin und Republikanerin
- Longworth, Alice Roosevelt (1884–1980), amerikanische Schriftstellerin und SalonlöwinAlice Roosevelt Longworth (1884–1980)

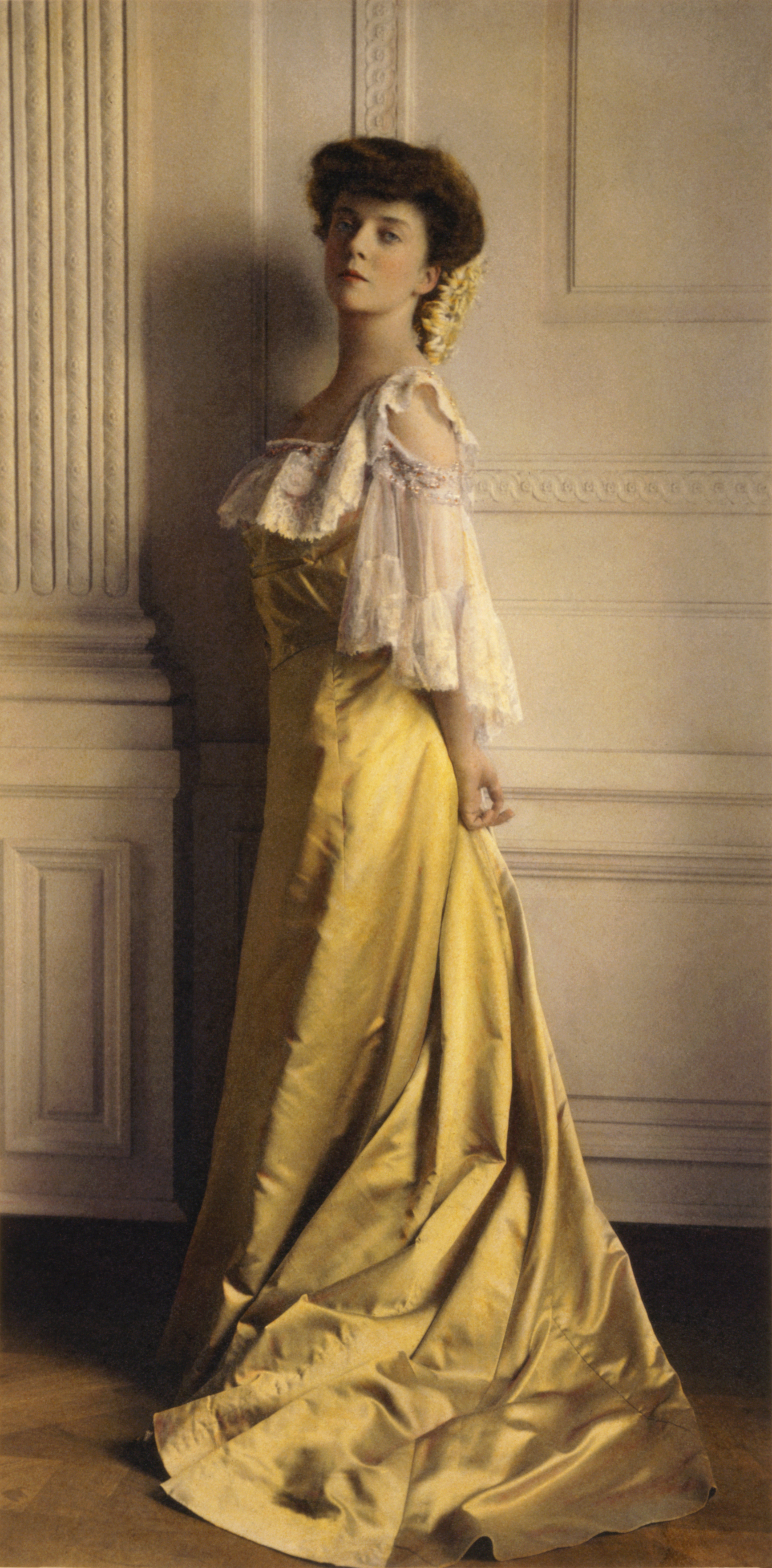
Alice Roosevelt Longworth (1884–1980)

- Longworth, Ephraim (1887–1968), englischer Fußballspieler
- Longworth, Gay (* 1970), englische Schriftstellerin
- Longworth, Joseph (1813–1883), US-amerikanischer Rechtsanwalt, Großgrundbesitzer, Kunstsammler und Mäzen
- Longworth, Mary L. (* 1963), kanadische Schriftstellerin
- Longworth, Nicholas (1783–1863), US-amerikanischer Rechtsanwalt, Bankier, Immobilienkaufmann, Mäzen, Gartenbau-Experte und Winzer
- Longworth, Nicholas (1869–1931), US-amerikanischer Politiker (Republikanische Partei), Sprecher des Repräsentantenhauses
- Longworth, Philip (* 1933), britischer Historiker
- Longworth, Steve (1948–2021), englischer Snookerspieler
- Longworth, William (1892–1969), australischer Schwimmer
- Longwy de Givry, Claude de (1481–1561), französischer Geistlicher, Bischof von Langres und Kardinal
- Longwy, Jacqueline de († 1561), französische Adlige

#### Longy
- Longyear, Barry B. (1942–2025), amerikanischer Science-Fiction-Autor
- Longyear, John Munroe (1850–1922), amerikanischer Holzbauunternehmer
- Longyear, John W. (1820–1875), US-amerikanischer Politiker
- Longyu (1868–1913), Hauptfrau von Kaiser Guangxu und somit Kaiserin von China (1889–1908)Longyu (1868–1913)

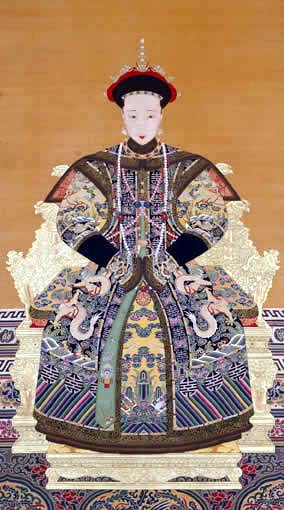
Longyu (1868–1913)

### Lonh
- Lonhard, Otto-Günter (1933–2020), deutscher Jurist- und schwäbischer Heimatforscher
- Lönholdt, Julius (* 1865), deutscher Architekt und Bauunternehmer

### Loni
- Lonicer, Conrad (1611–1656), deutscher Jurist, Gesandter bei den Westfälischen Friedensverhandlungen
- Lonicerus, Johann Adam (* 1557), deutscher Humanist, Schriftsteller und Bibliothekar
- Lonich, Johann Baptist (1798–1866), deutscher Kommunalpolitiker
- Lonie, Don (1919–2001), evangelikaler Humorist
- Łoniewski, Jan (* 1958), polnischer Skispringer
- Łoniewski, Michał (* 1988), polnischer Taekwondoin
- Lonigro, Érica (* 1994), argentinische Fußballspielerin
- Lonin, Rjurik (1930–2009), sowjetischer Schriftsteller und einer der bedeutendsten wepsischen Schriftsteller
- Loning, Adolf, deutscher Offizier der spanischen Armee und Buchautor
- Löning, Albert (1767–1849), Bremer Kaufmann und Senator
- Löning, August (1889–1966), deutscher Politiker (CDU), MdL
- Löning, Frank (* 1981), deutscher FußballspielerFrank Löning (* 1981)

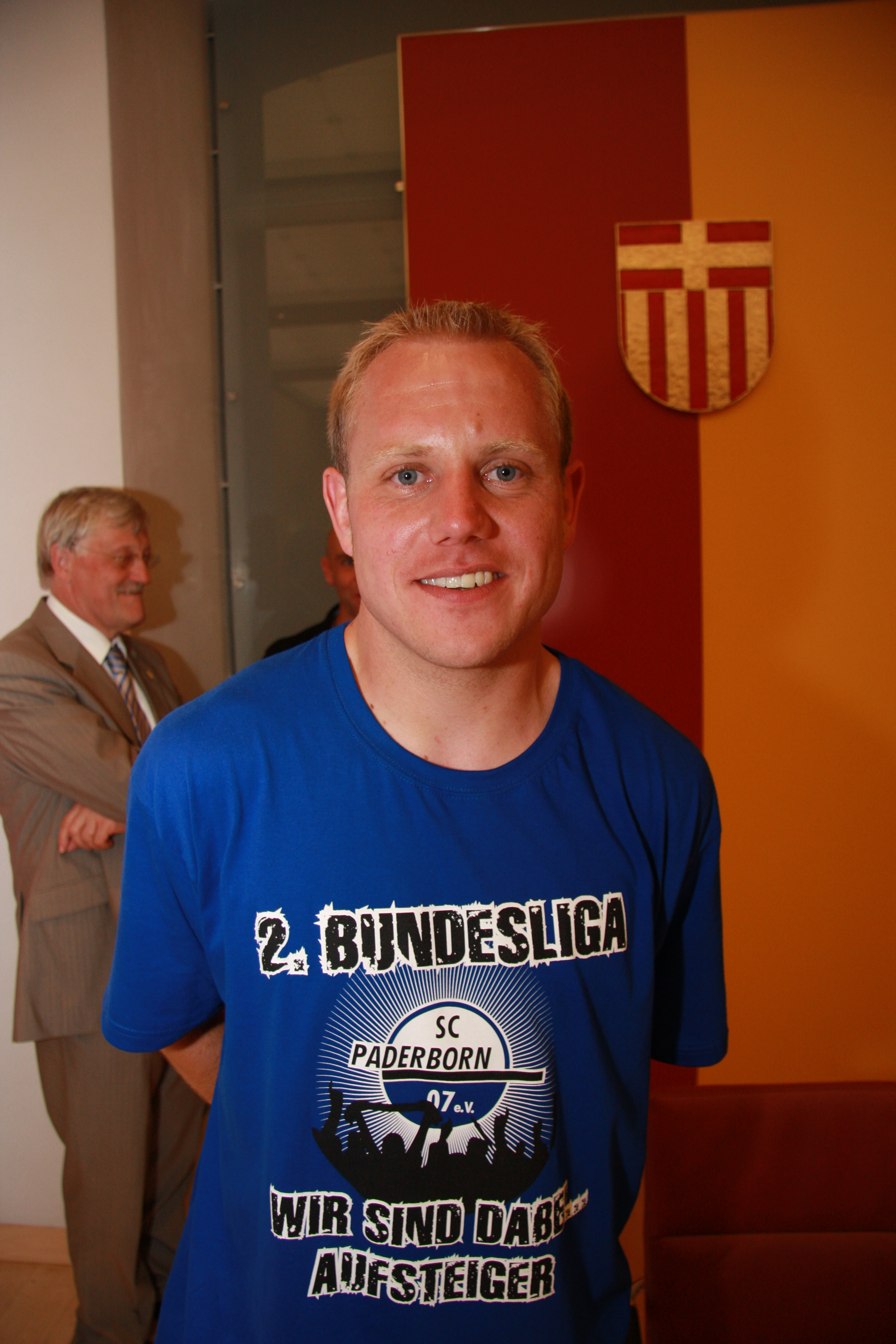
Frank Löning (* 1981)

- Löning, George (* 1900), deutscher Rechtshistoriker
- Löning, Justin Friedrich Wilhelm (1796–1879), deutscher Kaufmann
- Löning, Karl (1791–1819), deutscher Apotheker und Attentäter
- Löning, Markus (* 1960), deutscher Politiker (FDP), MdB
- Lonis, Jesse (* 1995), US-amerikanischer Pokerspieler
- Lonitzer, Adam (1528–1586), deutscher Naturforscher, Arzt und Botaniker
- Lonitzer, Johann († 1569), deutscher Altphilologe, Humanist, Dichter und evangelischer Theologe
- Lonitzer, Philipp (1543–1599), deutscher Historiker und evangelischer Theologe

### Lonk
- Lonk, Christian, deutscher Filmeditor
- Lonkar, Tanvi Ganesh (* 1995), indische Schauspielerin
- Lonke, Alwin (1865–1947), deutscher Historiker
- Lonkila, Paavo (1923–2017), finnischer Skilangläufer

### Lonn
- Lönn, Adam (* 1991), schwedischer HandballspielerAdam Lönn (* 1991)

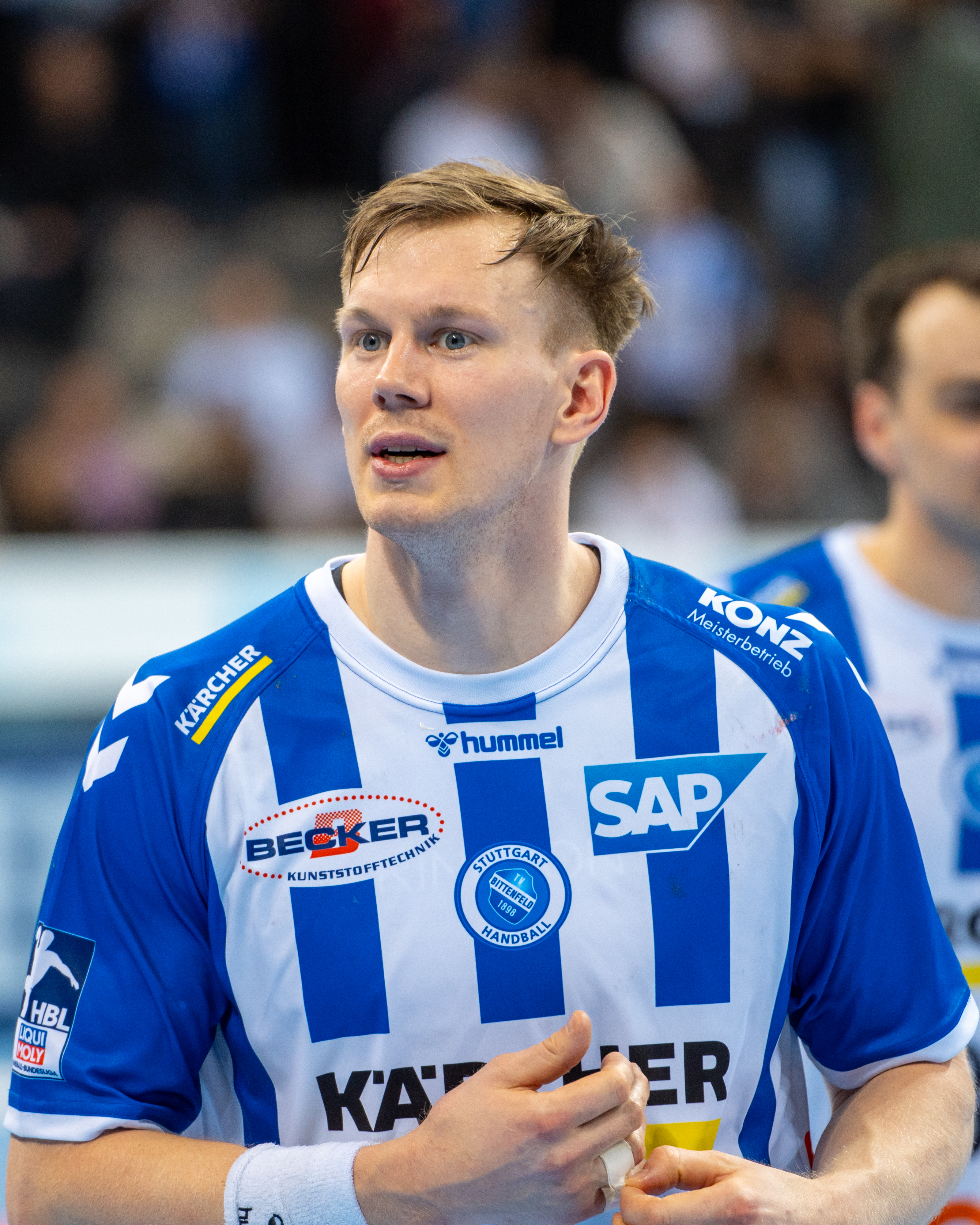
Adam Lönn (* 1991)

- Lönn, Algot (1887–1953), schwedischer Radrennfahrer
- Lønn, Øystein (1936–2022), norwegischer Schriftsteller
- Lönn, Peter (* 1961), schwedischer Fußballspieler
- Lönn, Rickard (* 1990), schwedischer Handballspieler
- Lönn, Wivi (1872–1966), finnische Architektin
- Lönnaeus, Olle (* 1957), schwedischer Journalist und Schriftsteller
- Lonnberg, Anne (* 1948), US-amerikanische Schauspielerin
- Lönnberg, Einar (1865–1942), schwedischer Zoologe und Naturschützer
- Lönnberg, Ivan (1891–1918), schwedischer Maler und Leichtathlet
- Lönne, Karl-Egon (1933–2006), deutscher Historiker
- Lönne, Petra (* 1968), deutsche prähistorische Archäologin
- Lönne, Wilhelm (1882–1951), deutscher Politiker (SPD), MdL
- Lönnebo, Martin (1930–2023), schwedischer Geistlicher, Bischof von Linköping
- Lönnecker, August (1905–1981), deutscher Kraftwagenmechaniker und Automobilsportler
- Lönnecker, Harald (1963–2022), deutscher Historiker, Archivar und Jurist
- Lönneker, Karl (1887–1942), deutscher SA-Führer und Politiker
- Lönnendonker, Siegward (1939–2022), deutscher Soziologe und Historiker
- Lonneux, Martin de († 1795), Bürgermeister der Reichsstadt Aachen
- Lonneux, Martin Lambert de (1690–1756), langjähriger Bürgermeister der Freien Reichsstadt Aachen
- Lonnie, deutscher Sänger und Rundfunkjournalist
- Lønning, Inge (1938–2013), norwegischer Theologe und konservativer Politiker, Mitglied des Storting
- Lønning, Per (1928–2016), norwegischer evangelisch-lutherischer Theologe und konservativer Politiker
- Lönnkvist, Lars (* 1957), schwedischer Orientierungsläufer
- Lönnqvist, Åsa (* 1970), schwedische Fußballspielerin und -funktionärin
- Lönnqvist, Stig (* 1949), finnischer Sprinter
- Lönnrot, Elias (1802–1884), finnischer Philologe
- Lönnroth, Arvid Fredrik (1823–1880), schwedischer Offizier und Tiermaler
- Lönnström, Mika (* 1974), finnischer Fußballtrainer

### Lono
- Lonovics von Krivina, Josef (1793–1867), Bischof des Csanáder Bistums

### Lonq
- Lonquich, Alexander (* 1960), deutscher Pianist
- Lonquich, Heinz Martin (1937–2014), deutscher Musiker und Komponist
- Lönqvist, John (* 1981), schwedischer Snowboarder

### Lons
- Löns, Edmund (1880–1964), deutscher Forstmann, Jäger und Kynologe
- Löns, Hermann (1866–1914), deutscher Journalist und SchriftstellerHermann Löns (1866–1914)

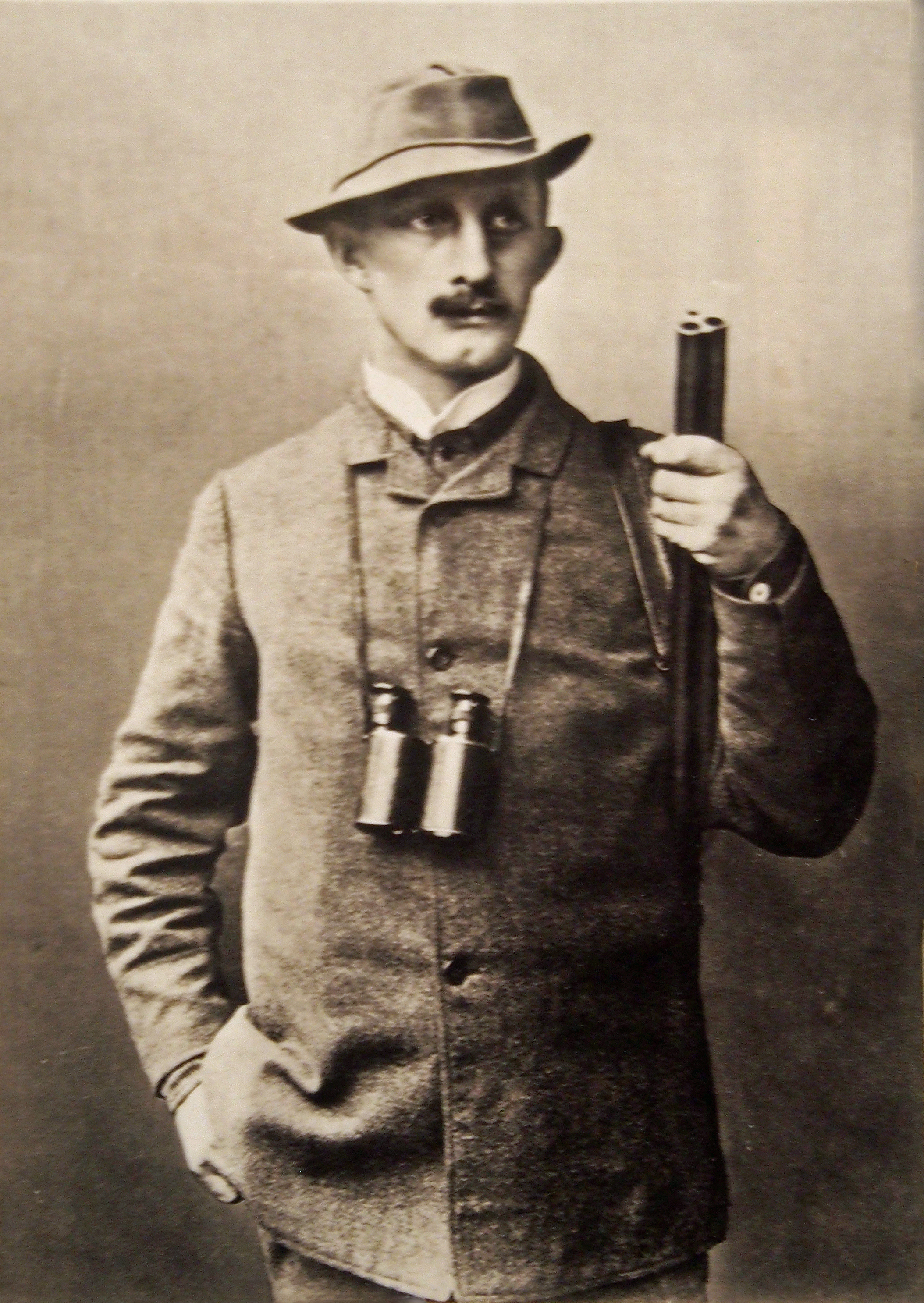
Hermann Löns (1866–1914)

- Löns, Josef (1910–1974), deutscher Politiker (CDU) und Diplomat
- Löns, Lisa (1871–1955), deutsche Journalistin, Übersetzerin und Schriftstellerin
- Löns, Martin (* 1956), deutscher Jurist und Präsident des Landessozialgerichts
- Lonsberry, Ross (1947–2014), kanadischer Eishockeyspieler
- Lonsbrough, Anita (* 1941), britische Schwimmerin
- Lonscher, Erhard (1925–2013), deutscher NDPD-Funktionär
- Lonsdale, Baldwin (1948–2017), vanuatuischer Politiker und Geistlicher
- Lonsdale, Frederick (1881–1954), britischer Librettist und Dramatiker
- Lonsdale, Kathleen (1903–1971), irische Physikerin, Kristallografin
- Lonsdale, Keiynan (* 1991), australischer Schauspieler, Tänzer und Sänger
- Lonsdale, Michael (1931–2020), französisch-britischer SchauspielerMichael Lonsdale (1931–2020)

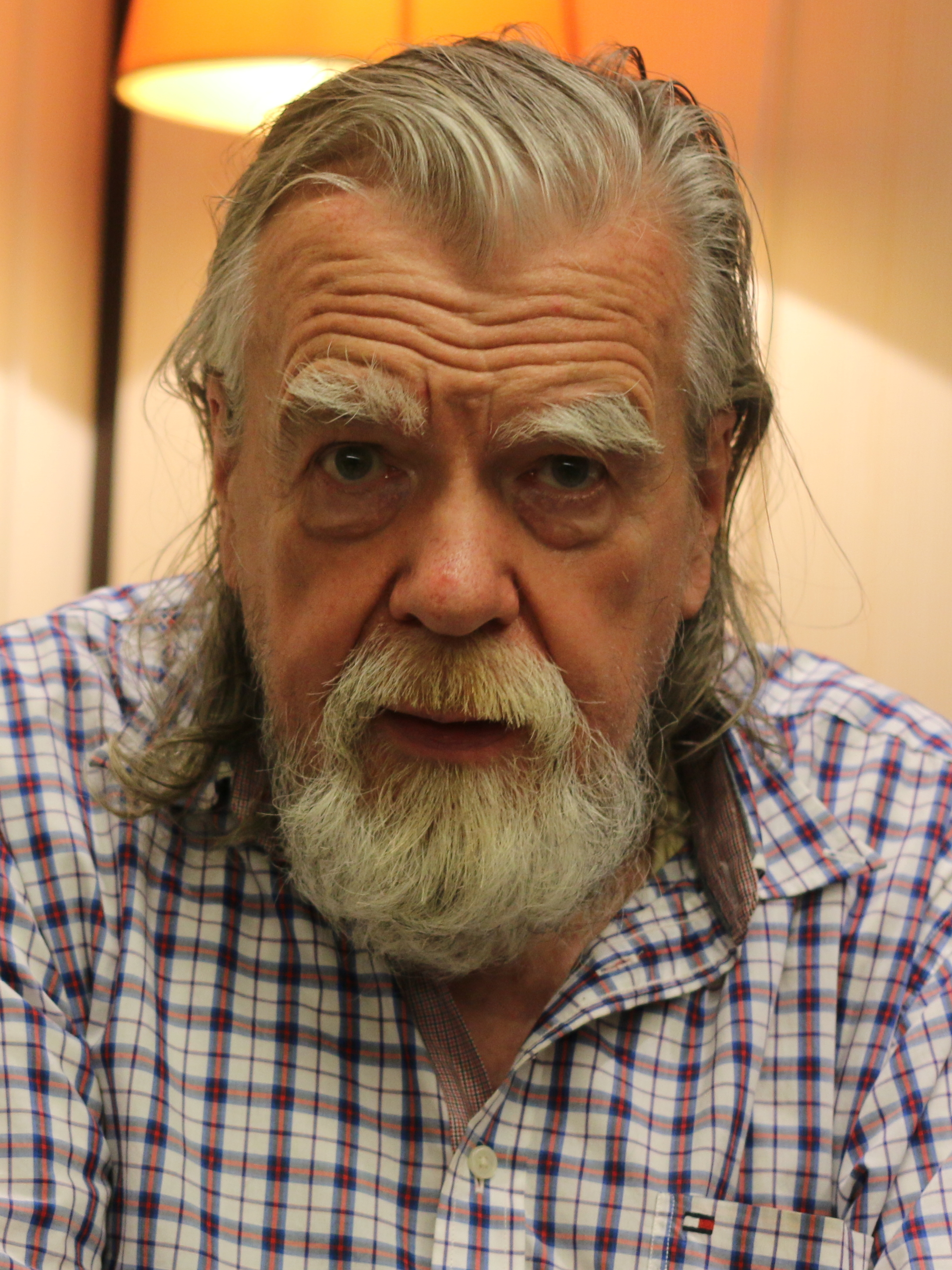
Michael Lonsdale (1931–2020)

- Lonsdale, Olivia (* 1994), niederländische Schauspielerin
- Lonsdale, Robert (* 1983), britischer Schauspieler
- Lonsdale, William (1794–1871), englischer Geologe und Paläontologe
- Lonsdorfer, Hans Ludwig († 1984), deutscher Komponist und Textdichter von Karnevalsliedern
- Lonsdorfer, Paul (* 1907), deutscher Nationalsozialist
- Lønseth, Mari Holm (* 1991), norwegische Politikerin
- Lonsinger, August (1881–1953), russisch-sowjetischer Schriftsteller
- Lonski, Günter von (* 1943), deutscher Schriftsteller
- Lonski, Susanne von (* 1983), deutsche Sängerin, Schauspielerin und Tänzerin (Musicaldarstellerin)
- Lonsky, Henrich (* 1993), slowakischer Biathlet
- Lonskyj, Wiktor (* 1995), ukrainischer Hochspringer

### Lont
- Lonteng, Valentine (* 2005), indonesische Sprinterin
- Lontschakow, Juri Walentinowitsch (* 1965), russischer Kosmonaut
- Lontschar, Adalbert (1885–1947), österreichischer Offizier und General der der deutschen Wehrmacht, als Kriegsverbrecher hingerichtet
- Lontscharitsch, Josef (* 1970), österreichischer Radrennfahrer
- Lontsié-Keuné, Paul (* 1963), kamerunischer Geistlicher, römisch-katholischer Bischof von Bafoussam
- Lontzek, Peter (* 1980), deutscher Schauspieler, Hörspiel- und Synchronsprecher
- Lontzen, Johann von, deutscher Schöffe und Bürgermeister der Freien Reichsstadt Aachen

### Lony
- Lonyangata, Paul (* 1992), kenianischer Langstreckenläufer
- Lónyay, Albert (1850–1923), ungarischer Offizier
- Lónyay, Elemér (1863–1946), ungarischer Adliger
- Lónyay, Menyhért (1822–1884), ungarischer Politiker

### Lonz
- Lonzarich, Gilbert (* 1945), Physiker
- Lonzi, Carla (1931–1982), italienische Kunstkritikerin und feministische Aktivistin und Theoretikerin
- Lonzi, Gianni (* 1938), italienischer Wasserballspieler und -trainer
- Lonzo (1952–2001), deutscher MusikerLonzo (1952–2001)

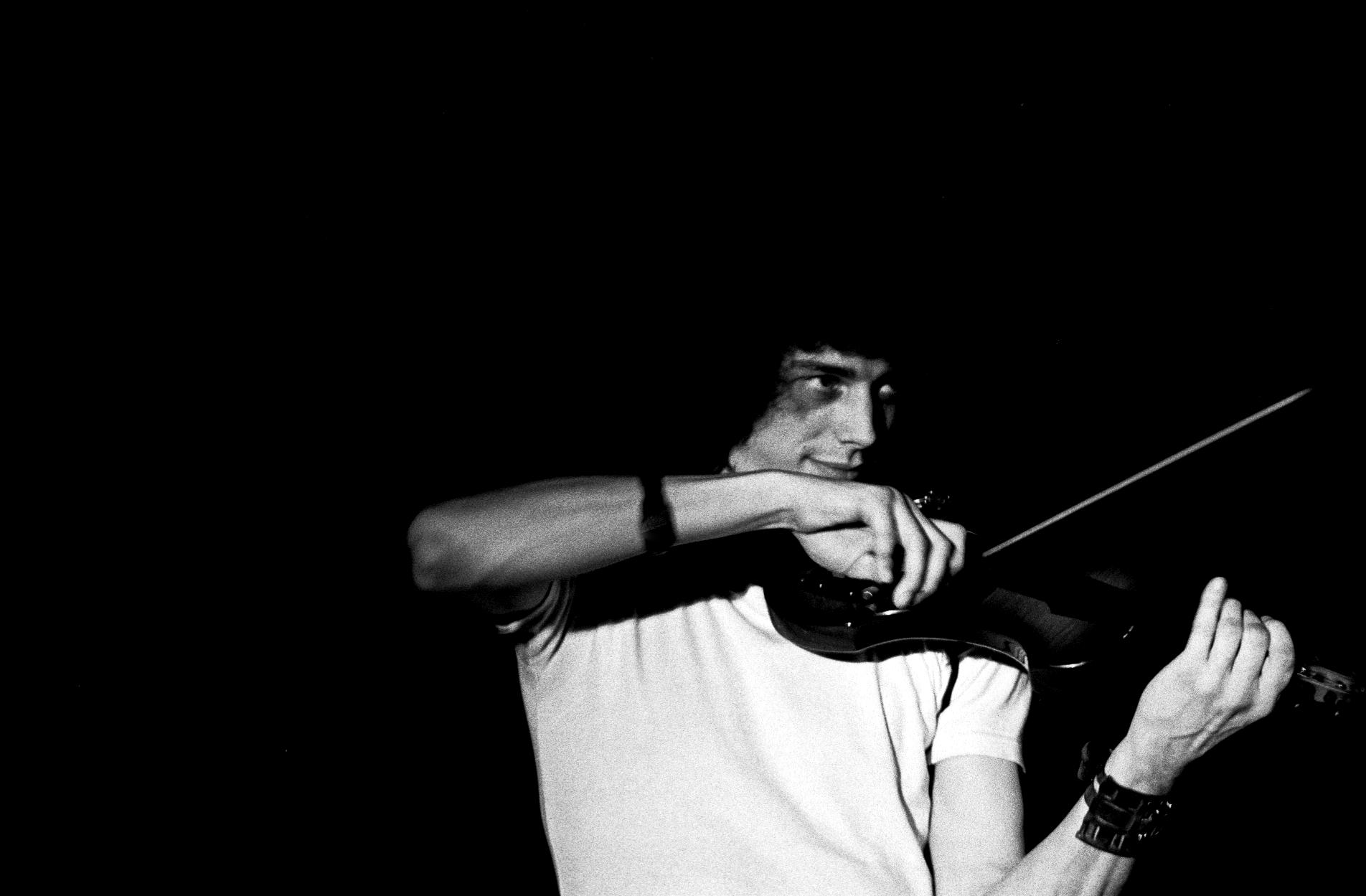
Lonzo (1952–2001)

- Lonzo, Fred (* 1950), US-amerikanischer Jazzposaunist